# پیتر پل روبنس
پتر پل روبنس (Sir Peter Paul Rubens ؛ ‏۲۸ ژانویه ۱۵۷۷–۳۰ مه ۱۶۴۰) نقاش مشهور سبک باروک فلمانی در سدهٔ ۱۷ میلادی بود.

## زندگی‌
او در وستفالی در آلمان امروزی به دنیا آمد و بیشتر دوران کارش را در شهر آنتورپ (در ناحیهٔ فلاندر، در بلژیک کنونی) به سر برد. موضوع کارهای او بیشتر پرتره، منظره و صحنه‌های تاریخی-مذهبی را در بر می‌گیرد. کشتار بی‌گناهان، یکی از نقاشی‌های او که برگرفته از داستانی از انجیل متی است، در سال ۲۰۰۲ به مبلغ ۴۹٫۵ میلیون پوند به فروش رفت که بالاترین قیمت برای آثار استادان قدیم نقاشی است.

### دوران کودکی
یتر پل روبنس در سیگن در وستفالیا ، در امپراتوری مقدس روم ، در 300  کیلومتری آنتورپ  به دنیا آمد. او ششمین فرزند یان روبنس ( 1530 - 1587 )، یک وکیل پروتستان موفق بود که در سال 1562 به عنوان رئیس شهر آنتورپ منصوب شد ، و ماریا پیپلینکس ( 1537 - 1608 )، دختر یک تاجر ملیله بود. پدر و مادرش در سال 1568 آنتورپ ( هلند اسپانیایی ) را ترک کردند تا از آزار و شکنجه پروتستان ها در هلند اسپانیا توسط دوک آلبا در طول دوره 2017 بگریزند.شورش گدایان ، مظنون شدن یان روبنس به همدردی کالوینیست ها  . یان روبنس مشاور حقوقی ویلیام اورنج شد و بنابراین در سال 1570 به دربار زیگن نقل مکان کرد. به دلیل رابطه او با آن از ساکسونی ، همسر دوم ویلیام اورنج که با او یک دختر به نام کریستین فون دیز (که گیوم او را نخواهد داشت) داشت. تشخیص)، متولد شده در22 اوت 1571یان روبنس تا سال 1573 در قلعه دیلنبورگ زندانی بود و آزادی او به دلیل  همسرش بود.

روبنس ده سال اول خود را در زیگن گذراند. یان روبنس پس از انکار پروتستانتیسم برای کاتولیک ، احتمالاً پسرش را قبل از مرگش در سال 1587 به مذهب کاتولیک تعمید داد . ماریا و سه فرزندش پیر پل، بلندین ( 1564 - 1606 ) و فیلیپ ( 1574 - 1611 ) سپس در کلن ساکن شدند. در سال 1589 ، دو سال پس از مرگ پدرش، روبنس و مادرش به آنتورپ بازگشتند. مادرخوانده او کریستین دپینوی ، کنتس لالاینگ و همسر فرماندار تورنای است.، جایی که او پس از تحصیل در مدرسه لاتین Rumoldus Verdonck به عنوان صفحه وارد شد و در آنجا لاتین و یونانی را  . در خانه مادرخوانده اش بود که روبنس شروع به کپی کردن نقاشی های موجود در خانه او، به ویژه ورونزها کرد، و امید خود را به لباس و بازوهای وکالت رها کرد.

### زندگی اولیه
باغ Rubenshuis در آنتورپ طراحی شده توسط Rubens
روبنس در سیگن در خانواده یان روبنس و ماریا پایپلینکس به دنیا آمد . پدرش که یک کالوینیست بود و مادرش در سال 1568 پس از تشدید آشفتگی مذهبی و آزار و شکنجه پروتستان ها در دوران حکومت هابسبورگ هلند توسط دوک آلبا از آنتورپ به شهر کلن گریختند . روبنس در کلن در کلیسای سنت پیتر غسل تعمید داده شد .

یان روبنس مشاور حقوقی (و معشوقه)  از ساکسونی ، همسر دوم ویلیام اول اورنج شد و در سال 1570 در دربار او در سیگن مستقر شد و پدر دخترش کریستین بود که در سال 1571 به دنیا آمد . پیتر پل روبنس در سال 1577 به دنیا آمد. خانواده در سال بعد به کلن بازگشتند. در سال 1589، دو سال پس از مرگ پدرش، روبنس به همراه مادرش ماریا پیپلینکس به آنتورپ نقل مکان کرد و در آنجا به عنوان یک کاتولیک بزرگ شد .

مذهب نقش برجسته ای در بسیاری از آثار او داشت و روبنس بعداً به یکی از صداهای برجسته سبک نقاشی کاتولیک ضد اصلاحات تبدیل شد  (او گفته بود "شور من از آسمان می آید، نه از تفکرات زمینی"). [ نیازمند منبع ]

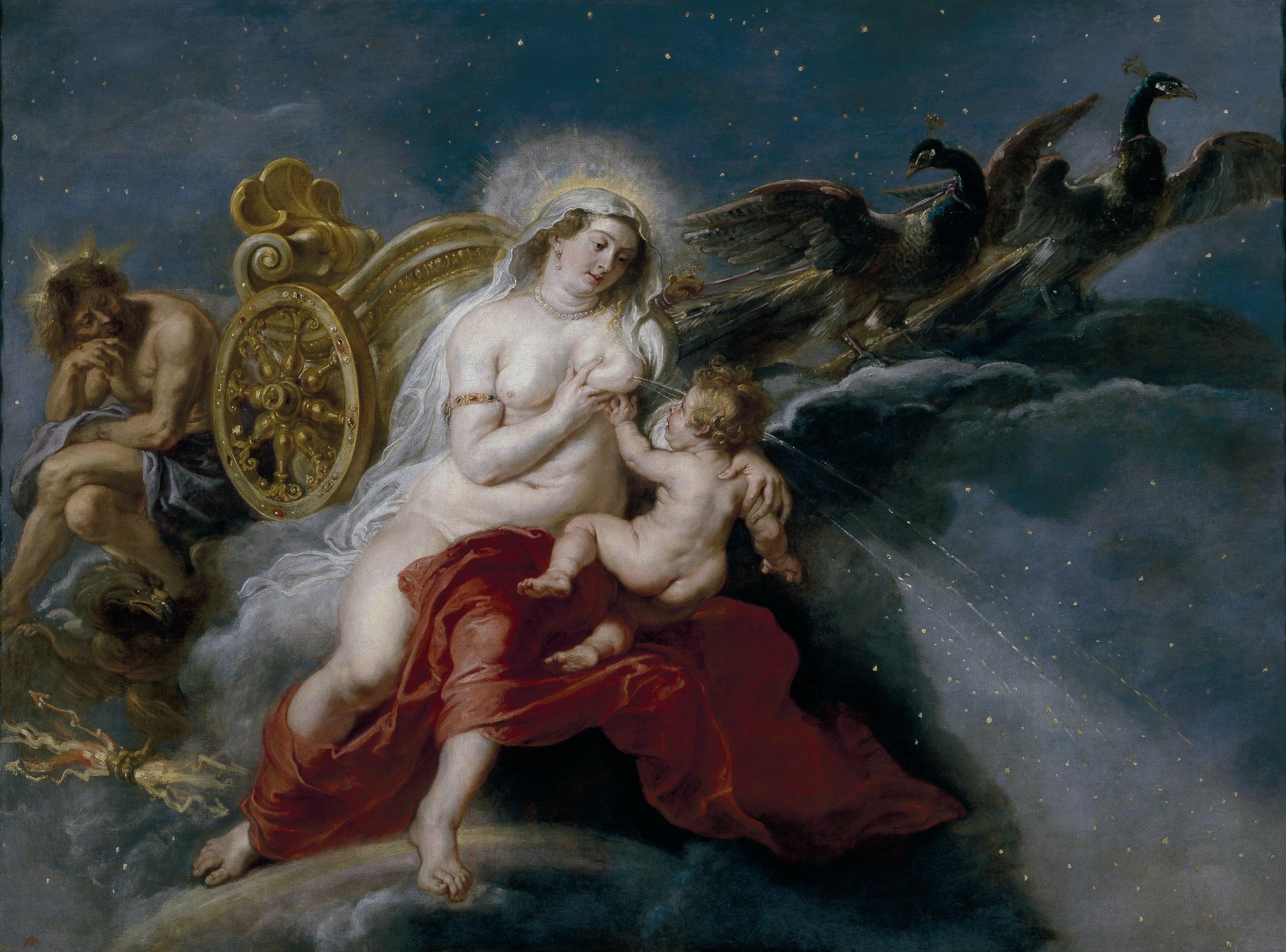
پیدایش راه شیری نام تابلویی کشیده‌شده با رنگ روغن از هنرمند فلاندری پتر پل روبنس است. این اثر که میان سال‌های ۱۶۳۶ و ۱۶۳۸ پدید آمد، اسطوره‌شناسی کهکشان راه شیری را می‌نمایاند. در این نقاشی، هرا (یونو) شیرش را می‌پاشد؛ هراکلس (هرکول) به‌هنگام نوزادی و زئوس (یوپیتر)، که با دال و آذرخش‌هایش می‌توان او را شناخت، در پس‌زمینه به‌تصویر کشیده شده‌اند. روبنس برای چهرهٔ هرا از همسرش هلن فورمان الگو برداشته است. این اثر در موزه دل پرادو، مادرید نگهداری می‌شود.

### کارآموزی
پرتره یک محقق جوان ، 1597

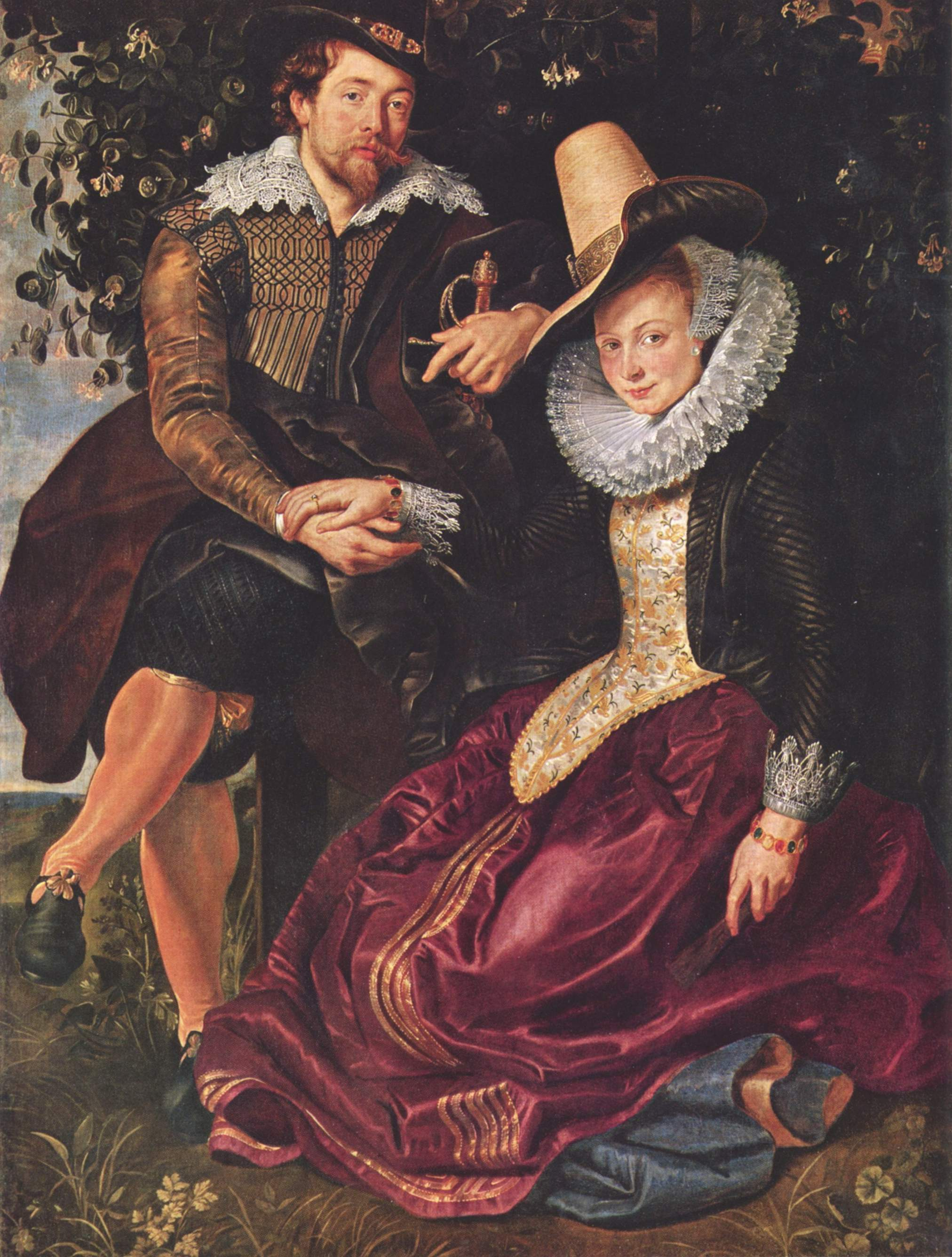
روبنس و همسرش

در آنتورپ، روبنس تحصیلات اومانیستی رنسانس را دریافت کرد و ادبیات لاتین و کلاسیک را مطالعه کرد. در چهارده سالگی شاگردی هنری خود را نزد توبیاس ورهات آغاز کرد . متعاقباً زیر نظر دو تن از نقاشان برجسته شهر، آدام ون نورت و اتو ون وین ، نقاشان متوفی منریست مطالعه کرد.  بسیاری از اولین آموزش های او شامل کپی کردن آثار هنرمندان قبلی، مانند حکاکی های هانس هلبین جوان و حکاکی های مارکانتونیو ریموندی پس از رافائل بود. روبنس تحصیلات خود را در سال 1598 به پایان رساند و در آن زمان وارد دانشگاه شدانجمن سنت لوک به عنوان یک استاد مستقل. 

### ایتالیا (1600–1608)
در سال 1600 روبنس به ایتالیا سفر کرد. او ابتدا در ونیز توقف کرد ،  و در آنجا نقاشی‌هایی از تیتیان ، ورونز ، و تینتورتو را دید ، قبل از اینکه در مانتوآ در دربار دوک وینچنزو اول گونزاگا مستقر شود. رنگ‌آمیزی و ترکیب‌بندی‌های ورونز و تینتورتو تأثیر فوری بر نقاشی روبنس گذاشت و سبک متاخر و بالغ او عمیقاً تحت تأثیر تیتیان قرار گرفت.  با حمایت مالی دوک، روبنس در سال 1601 از راه فلورانس به رم سفر کرد . او در آنجا هنر کلاسیک یونانی و رومی را مطالعه کرد و از آثار استادان ایتالیایی کپی کرد. رامجسمه‌سازی هلنیستی لائوکون و پسرانش و همچنین هنر میکل آنژ ، رافائل و لئوناردو داوینچی بر او تأثیرگذار بود .  او همچنین تحت تأثیر نقاشی‌های اخیر و بسیار ناتورالیستی کاراواجو قرار گرفت .
سقوط فایتون ، 1604، گالری ملی هنر ، واشنگتن، دی سی
روبنس بعداً یک کپی از مقبره مسیح کاراواجو ساخت و به حامی خود، دوک مانتوآ، توصیه کرد که مرگ باکره ( لوور ) را بخرد.  پس از بازگشت به آنتورپ، او نقش مهمی در به دست آوردن مدونای تسبیح ( موزه Kunsthistorisches، وین ) برای کلیسای سنت پل در آنتورپ داشت.  در طول اولین اقامت در رم، روبنس اولین سفارش محراب خود را، سنت هلنا با صلیب واقعی برای کلیسای رومی سانتا کروچه در Gerusalemme به پایان رساند .

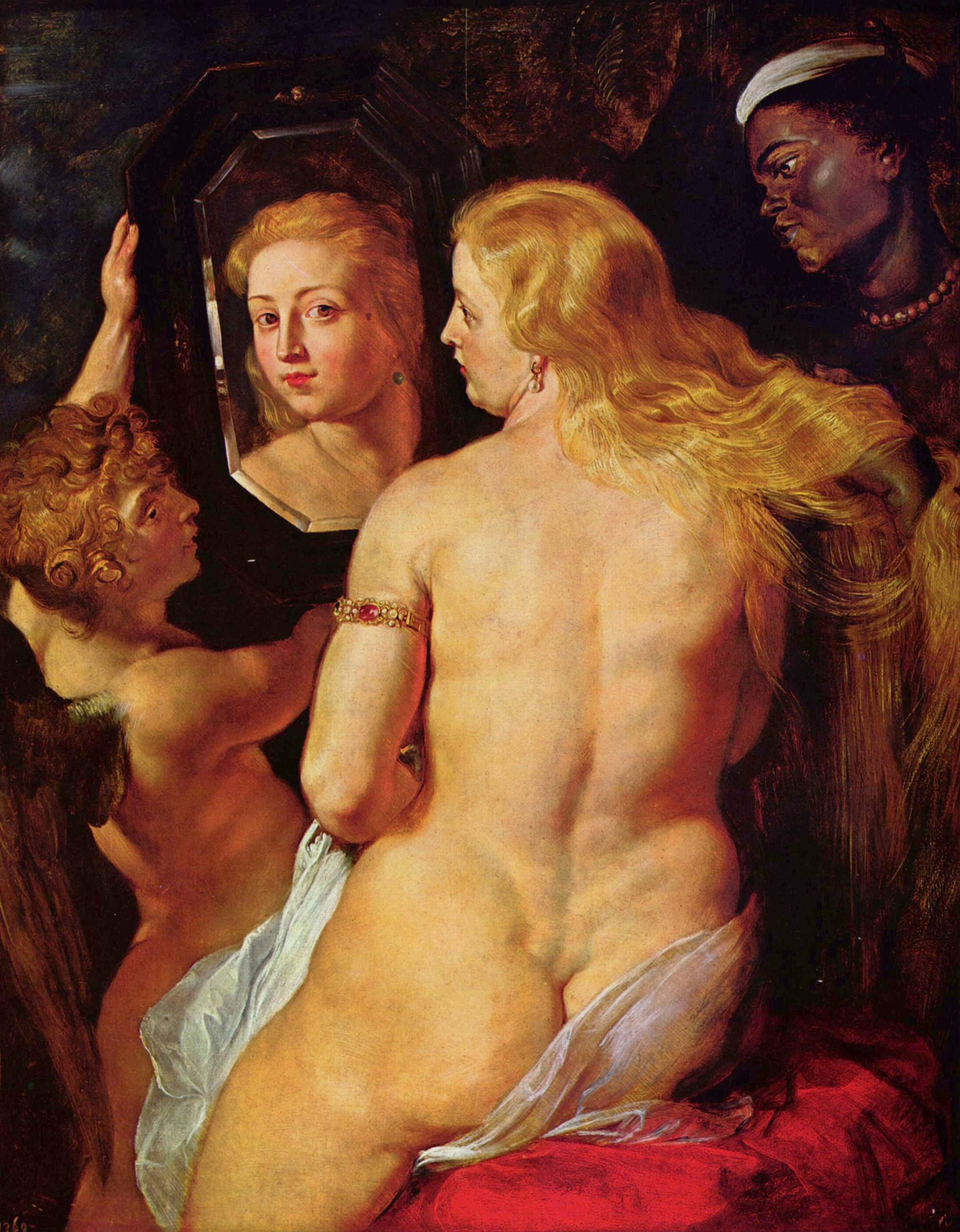

روبنس در سال 1603 برای یک مأموریت دیپلماتیک به اسپانیا سفر کرد و هدایایی را از گونزاگاها به دربار فیلیپ سوم تحویل داد .  در آنجا، او مجموعه های گسترده رافائل و تیتیان را که توسط فیلیپ دوم جمع آوری شده بود، مطالعه کرد .  او همچنین یک پرتره سوارکاری از دوک لرما را در طول اقامتش (پرادو، مادرید) کشید که تأثیر آثاری مانند چارلز پنجم تیتیان در مولبرگ (1548؛ پرادو، مادرید) را نشان می‌دهد. این سفر اولین سفری بود که در طول زندگی حرفه ای او ترکیبی از هنر و دیپلماسی بود.

او در سال 1604 به ایتالیا بازگشت و چهار سال بعد در آنجا ماند، ابتدا در مانتوا و سپس در جنوا و رم. در جنوا، روبنس پرتره های متعددی مانند مارکسا بریگیدا اسپینولا دوریا (گالری ملی هنر، واشنگتن دی سی)، و پرتره ماریا دی آنتونیو سرا پالاویسینی، به سبکی کشید که بر نقاشی های بعدی آنتونی ون دایک ، جاشوا تأثیر گذاشت. رینولدز و توماس گینزبرو . 
مدونا بر روی تاج گل ، همراه با یان بروگل بزرگ، 1619
او کتاب‌هایی را مصور کرد که در سال 1622 با عنوان Palazzi di Genova منتشر شد . از سال 1606 تا 1608، او عمدتاً در رم بود که با کمک کاردینال جاکوپو سرا (برادر ماریا پالاویسینی)، مهمترین مأموریت خود را تا به امروز برای محراب عالی شیک‌ترین کلیسای جدید شهر، سانتا ماریا در سال 2018 دریافت کرد. والیچلا که با نام Chiesa Nuova نیز شناخته می شود .

موضوع قرار بود سنت گرگوری بزرگ و قدیسان مهم محلی باشد که نمادی از باکره و کودک را می پرستند. نسخه اول، یک بوم منفرد (اکنون در موزه هنرهای زیبا، گرنوبل)، بلافاصله با نسخه دوم بر روی سه صفحه تخته سنگ جایگزین شد که اجازه می دهد تصویر مقدس معجزه آسای "سانتا ماریا در والیچلا" در تاریخ نمایان شود. روزهای مهم جشن توسط یک پوشش مسی قابل جابجایی که توسط هنرمند نیز نقاشی شده است. 

تجربیات روبنس در ایتالیا همچنان بر کار او تأثیر می گذارد. او همچنان به نوشتن بسیاری از نامه ها و مکاتبات خود به زبان ایتالیایی ادامه داد، نام خود را به عنوان "پیترو پائولو روبنس" امضا کرد و با حسرت از بازگشت به شبه جزیره صحبت کرد - امیدی که هرگز محقق نشد. 

### آنتورپ (1609–1621)
روبنس و ایزابلا برانت ، پیچ امین الدوله ، ج. 1609. Alte Pinakothek
روبنس با شنیدن بیماری مادرش در سال 1608 تصمیم گرفت از ایتالیا به آنتورپ برود. با این حال، او قبل از رسیدن او به خانه درگذشت. بازگشت او مصادف بود با دوره شکوفایی مجدد در شهر با امضای معاهده آنتورپ در آوریل 1609، که آتش بس دوازده ساله را آغاز کرد . در سپتامبر 1609، روبنس توسط آلبرت هفتم، آرشیدوک اتریش ، و اینفانتا ایزابلا کلارا یوجنیا از اسپانیا ، حاکمان کشورهای پایین ، به عنوان نقاش دربار منصوب شد .

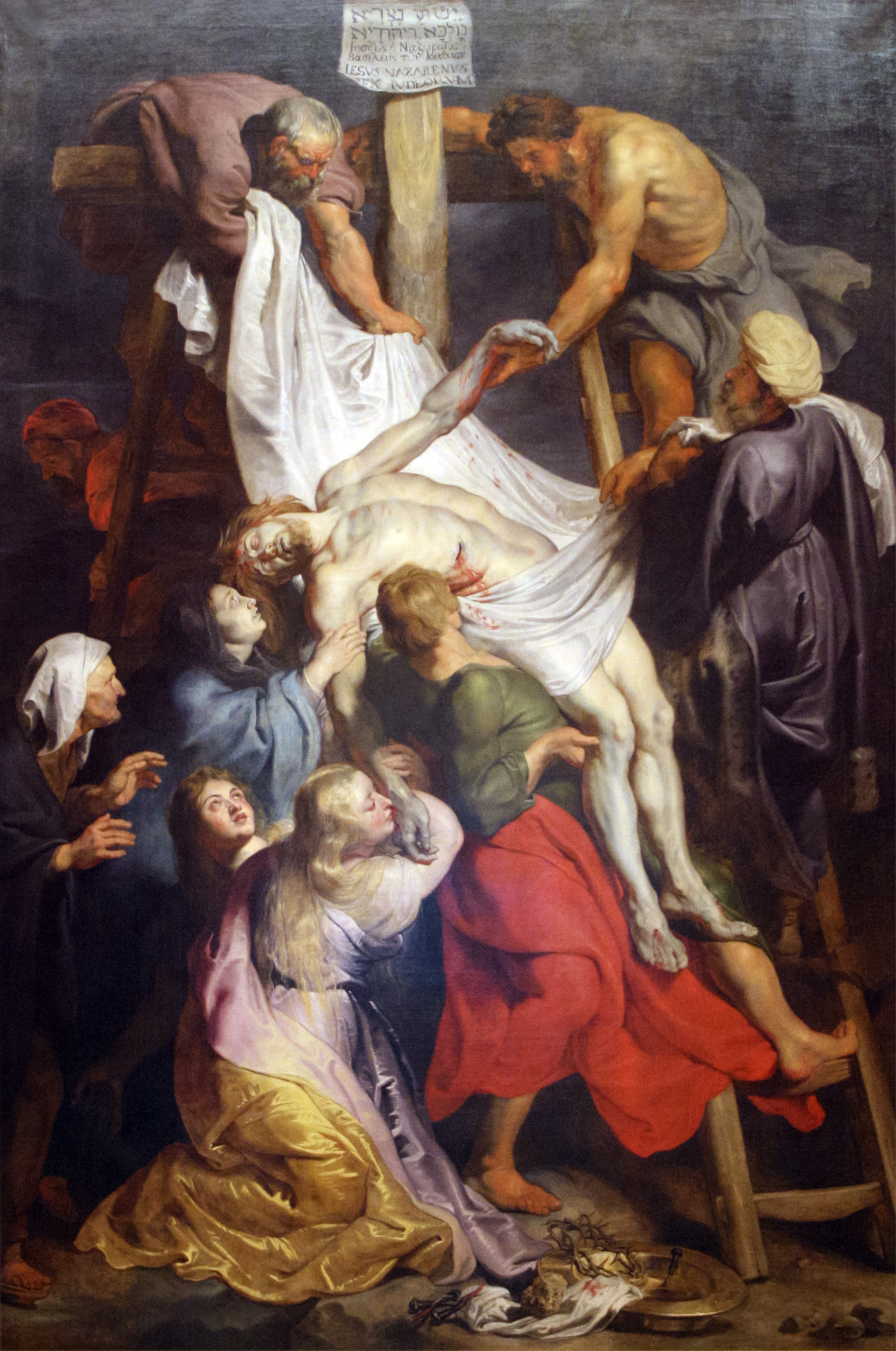
فرود مسیح

او مجوز ویژه ای دریافت کرد تا استودیوی خود را به جای دادگاه در بروکسل در آنتورپ مستقر کند و همچنین برای سایر مشتریان کار کند. او تا زمان مرگ آرشیدوشس ایزابلا در سال 1633 نزدیک بود و نه تنها به عنوان یک نقاش بلکه به عنوان یک سفیر و دیپلمات نیز از او دعوت شد. روبنس زمانی که در 3 اکتبر 1609 با ایزابلا برانت ، دختر شهروند برجسته آنتورپ و اومانیست، یان برانت، ازدواج کرد، پیوندهای خود را با شهر تقویت کرد.
فرود از صلیب ، 1618. موزه ارمیتاژ
در سال 1610 روبنز به خانه و استودیو جدیدی نقل مکان کرد که او طراحی کرده بود. اکنون موزه روبنشویس ، ویلای تحت نفوذ ایتالیایی در مرکز آنتورپ، کارگاه او را در خود جای داده است، جایی که او و شاگردانش بیشتر نقاشی‌ها را می‌سازند، و مجموعه هنری شخصی و کتابخانه‌اش، که هر دو از گسترده‌ترین آثار در آنتورپ هستند. در این مدت او یک استودیو با تعداد زیادی دانش‌آموز و دستیار ساخت. مشهورترین شاگرد او آنتونی ون دایک جوان بود که به زودی به چهره‌پرداز برجسته فلاندری تبدیل شد و مکرراً با روبنس همکاری می‌کرد. او همچنین اغلب با بسیاری از متخصصان فعال در شهر، از جمله فرانس اسنایدرز نقاش حیوانات ، که عقاب را به پرومتئوس باند کمک کرد، همکاری می کرد.(حدود 12-1611، تکمیل شده در سال 1618)، و دوست خوبش، نقاش گل، یان بروگل بزرگ .

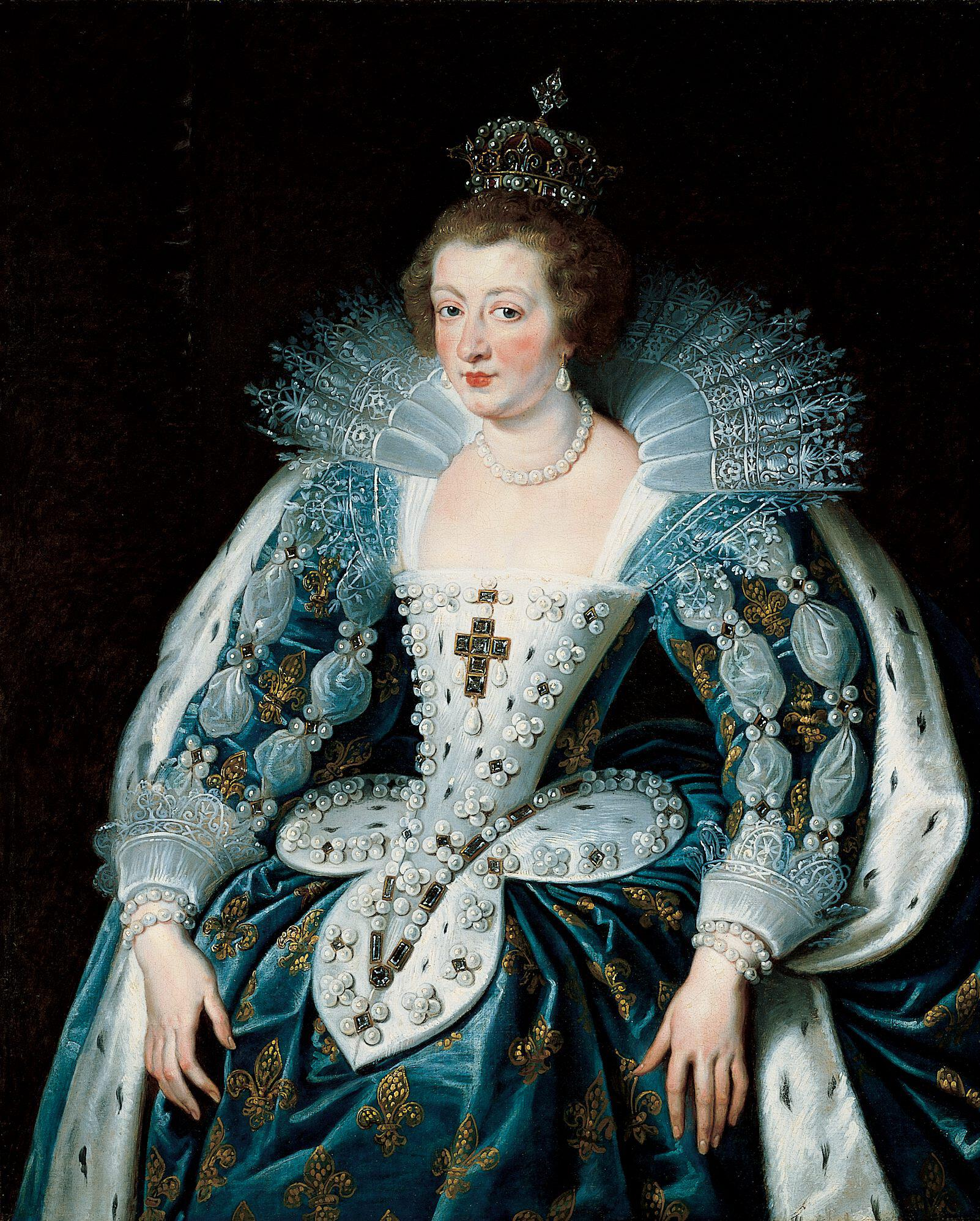
خاندان اشراف

نبرد اسمان

خانه دیگری توسط روبنس در شمال آنتورپ در روستای پولدر دوئل، " هوغویس " (1613/1643)، شاید به عنوان سرمایه گذاری ساخته شد. «خانه بلند» در کنار کلیسای روستا ساخته شده است.
خانواده یان بروگل بزرگ ، 1613-1615. موسسه هنر کورتال
محراب هایی مانند برافراشتن صلیب (1610) و فرود از صلیب (1611-1614) برای کلیسای جامع بانوی ما به ویژه در تثبیت روبنس به عنوان نقاش برجسته فلاندر در مدت کوتاهی پس از بازگشتش اهمیت داشتند. برای مثال، برافراشتن صلیب ، ترکیب هنرمند از مصلوب شدن تینتورتو برای Scuola Grande di San Rocco در ونیز، چهره‌های پویا میکل آنژ و سبک شخصی روبنس را نشان می‌دهد. این تابلو به عنوان نمونه بارز هنر مذهبی باروک برگزار شده است. 

روبنس از تولید چاپ و صفحات عنوان کتاب، به ویژه برای دوستش بالتاسار مورتوس ، صاحب انتشارات بزرگ پلانتین-مورتوس ، استفاده کرد تا شهرت خود را در این بخش از زندگی حرفه ای خود در سراسر اروپا گسترش دهد. در سال 1618، روبنس با درخواست یک امتیاز سه گانه غیرمعمول (شکل اولیه حق چاپ ) برای محافظت از طرح های خود در فرانسه، هلند جنوبی و استان های متحد، یک شرکت چاپ را آغاز کرد.  او لوکاس ورسترمن را به خدمت گرفتبرای حکاکی تعدادی از نقاشی‌های اساطیری برجسته‌اش، که روبنز تقدیم‌های شخصی و حرفه‌ای را به افراد برجسته در جنوب هلند، استان‌های متحد، انگلستان، فرانسه و اسپانیا ضمیمه کرد.  به استثنای چند قلم کاری ، روبنس چاپ را به متخصصانی سپرد که شامل لوکاس ورسترمن، پائولوس پونتیوس و ویلم پانلز بودند.  او تعدادی حکاکی را که توسط کریستوفل جگر آموزش دیده بودند، به خدمت گرفت ، و آنها را با دقت به سبک قوی تر مورد نظر خود آموزش داد. روبنس همچنین آخرین نقوش برجسته چوبی را قبل از احیای این تکنیک در قرن نوزدهم طراحی کرد.

### چرخه ماری دو مدیچی  (1621-1630)
نوشتار اصلی: چرخه ماری دو مدیچی

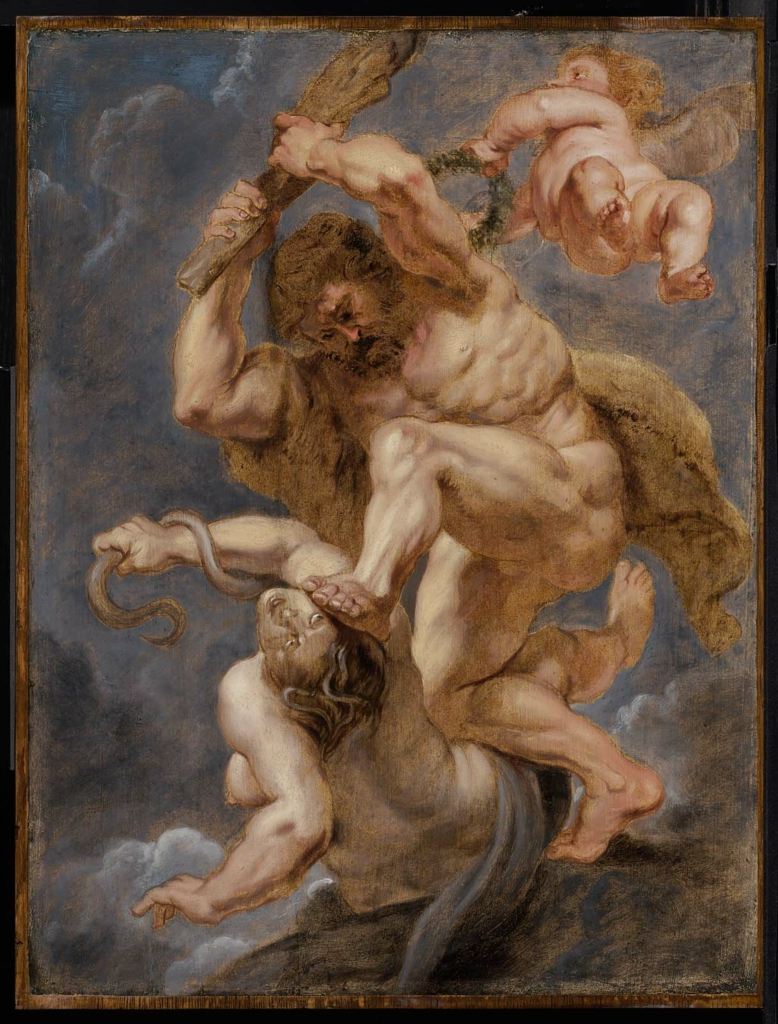
هابیل وقابیل

در سال 1621، ماری دو مدیچی ،  مادر فرانسه، به روبنس دستور داد تا دو چرخه تمثیلی بزرگ را برای جشن گرفتن زندگی او و همسرش، هنری چهارم ، برای کاخ لوکزامبورگ در پاریس نقاشی کند. چرخه Marie de' Medici (اکنون در موزه لوور) در سال 1625 نصب شد، و اگرچه او کار روی سری دوم را آغاز کرد، اما هرگز تکمیل نشد.  ماری در سال 1630 توسط پسرش لوئی سیزدهم از فرانسه تبعید شد و در سال 1642 در همان خانه ای در کلن که روبنس در کودکی در آن زندگی می کرد درگذشت. 
پرتره آنا از اتریش ، ملکه فرانسه، c. 1622-1625
پس از پایان آتش بس دوازده ساله در سال 1621، حاکمان اسپانیایی هابسبورگ تعدادی مأموریت دیپلماتیک را به روبنس سپردند.  در حالی که در سال 1622 در پاریس برای بحث در مورد چرخه ماری دو مدیچی بود، روبنس درگیر فعالیت های مخفیانه جمع آوری اطلاعات بود که در آن زمان وظیفه دیپلمات ها بود. او برای کسب اطلاعات در مورد تحولات سیاسی فرانسه بر دوستی خود با نیکولا کلود فابری دو پیرس تکیه کرد.  بین سال‌های 1627 و 1630، کار دیپلماتیک روبنس به‌ویژه فعال بود، و او در تلاش برای برقراری صلح بین هلند اسپانیا و استان‌های متحد بین دادگاه‌های اسپانیا و انگلیس نقل مکان کرد.. او همچنین به عنوان هنرمند و دیپلمات چندین سفر به شمال هلند داشت.

در دادگاه‌ها گاهی با این نگرش مواجه می‌شد که درباریان نباید در هیچ هنری و حرفه‌ای از دست خود استفاده کنند، اما بسیاری از او به عنوان یک هنرمند استقبال می‌کردند. روبنس در سال 1624 توسط فیلیپ چهارم اسپانیا به مقام هنرمند خصوصی برگزیده شد و در سال 1630 توسط چارلز اول انگلستان به عنوان هنرمند انگلیس شناخته شد. فیلیپ چهارم چند ماه بعد وضعیت روبنس را به عنوان یک شوالیه تأیید کرد.  روبنس در سال 1629 مدرک افتخاری کارشناسی ارشد هنر را از دانشگاه کمبریج دریافت کرد. 

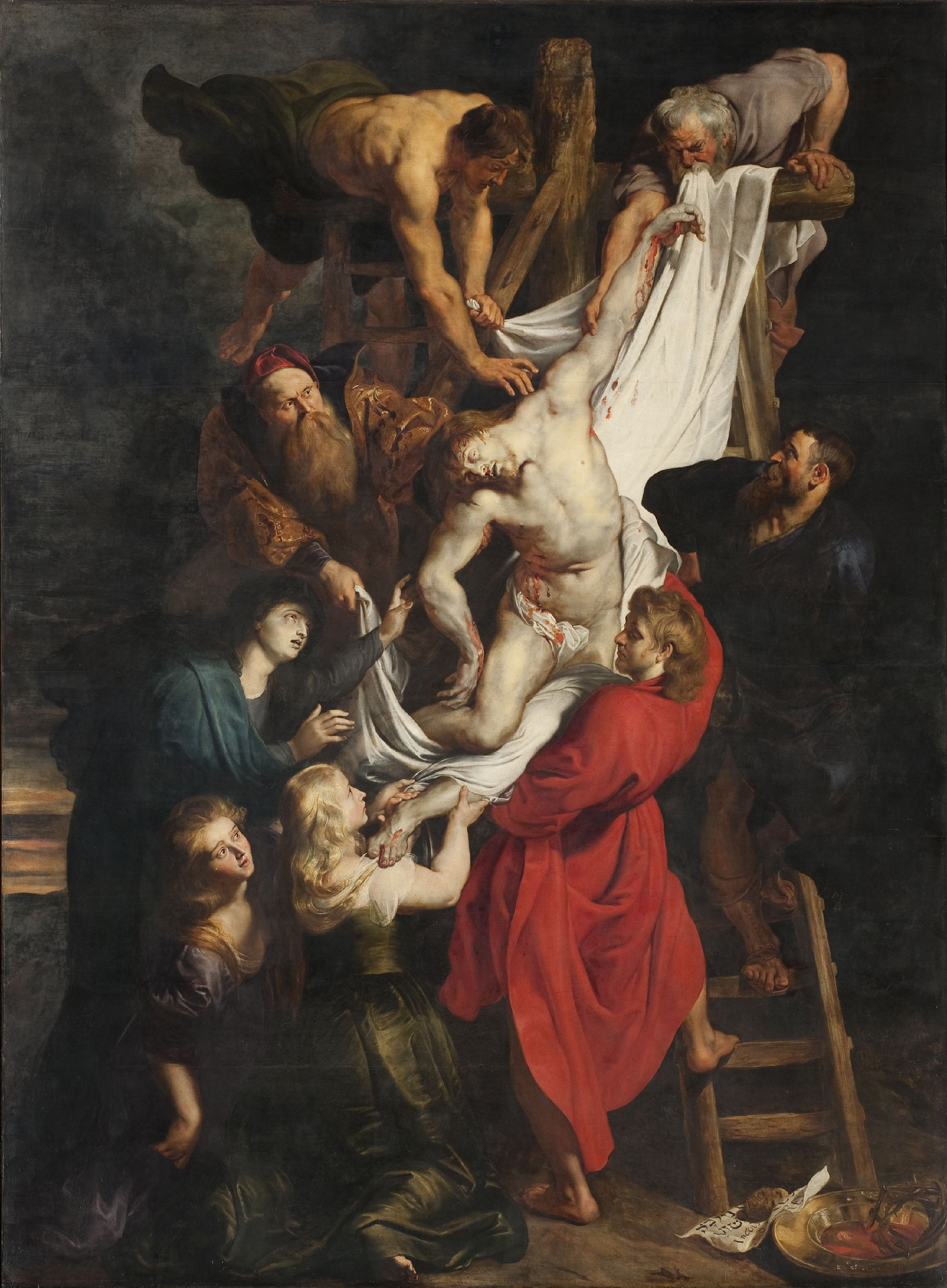
پایین اوردن از صلیب

روبنس در سال های 1628-1629 به مدت هشت ماه در مادرید بود. او علاوه بر مذاکرات دیپلماتیک، چندین کار  را برای فیلیپ چهارم و حامیان خصوصی انجام داد. او همچنین با کپی برداری از آثار متعدد از جمله سقوط انسان مادرید (1628-1629) شروع به مطالعه مجدد نقاشی های تیتیان کرد .  در طول این اقامت، او با دیگو ولاسکز نقاش دربار دوست شد و هر دو قصد داشتند سال بعد با هم به ایتالیا سفر کنند. اما روبنس به آنتورپ بازگشت و ولاسکز بدون او سفر کرد. 
سقوط انسان ، 1628-29. پرادو، مادرید
اقامت او در آنتورپ کوتاه بود، و او به زودی به لندن سفر کرد و تا آوریل 1630 در آنجا ماند. یک اثر مهم از این دوره تمثیل صلح و جنگ (1629؛ گالری ملی ، لندن) است.  این نشان دهنده نگرانی پر جنب و جوش هنرمند برای صلح است و به عنوان هدیه به چارلز اول داده شد.
در حالی که شهرت بین‌المللی روبنس نزد کلکسیونرها و اشراف خارج از کشور در طول این دهه رو به افزایش بود، او و کارگاهش همچنین به کشیدن نقاشی‌های یادبود برای مشتریان محلی در آنتورپ ادامه دادند. تصور مریم باکره (6-1625) برای کلیسای جامع آنتورپ یکی از نمونه های برجسته است.

### دهه گذشته (1630-1640)
دهه آخر روبنس در آنتورپ و اطراف آن سپری شد. کارهای عمده برای حامیان خارجی همچنان او را مشغول می کرد، مانند نقاشی های سقفی برای خانه ضیافت در کاخ اینیگو جونز در وایت هال ، اما او همچنین جهت های هنری شخصی تری را کاوش کرد.

در سال 1630، چهار سال پس از مرگ همسر اولش ایزابلا، این نقاش 53 ساله با خواهرزاده همسر اولش، هلن فورمنت 16 ساله ازدواج کرد . هلن در بسیاری از نقاشی‌های خود از دهه 1630، از جمله جشن زهره (موزه Kunsthistorisches، وین)، سه لطف و داوری پاریس (هر دو در پرادو، مادرید) الهام‌بخش چهره‌های جذاب بود . در نقاشی اخیر که برای دربار اسپانیا ساخته شده بود، همسر جوان هنرمند توسط بینندگان در شکل زهره شناخته شد. در پرتره‌ای صمیمی از او، هلن فورمنت در پوشش خز ، همسر روبنس حتی تا حدی از مجسمه‌های کلاسیک الگوبرداری شده است.ونوس پودیکا مانند ناهید مدیچی .
جشن زهره
در سال 1635، روبنس ملکی در خارج از آنتورپ به نام Steen خریداری کرد ، جایی که بیشتر وقت خود را در آنجا گذراند. مناظر، مانند Château de Steen با شکارچی (گالری ملی، لندن) و کشاورزان بازگشته از مزارع (گالری پیتی، فلورانس)، ماهیت شخصی‌تر بسیاری از آثار بعدی او را منعکس می‌کنند. او همچنین از سنت‌های هلندی پیتر بروگل بزرگ برای الهام گرفتن در آثار بعدی مانند کرمیس فلاندری (حدود 1630؛ لوور، پاریس) استفاده کرد.

## روبنس و محجر محراب

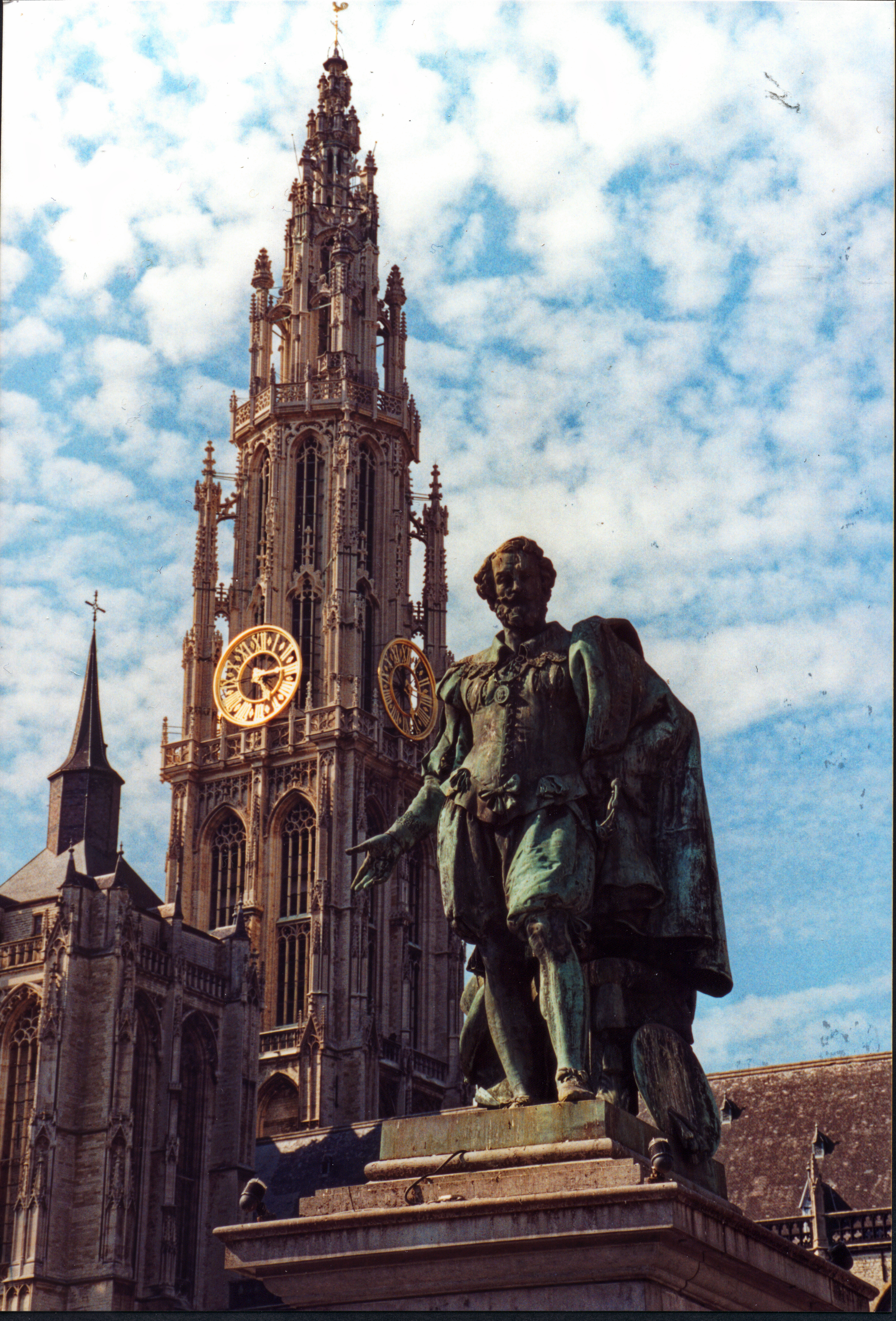
مجسمه روبنس در رونپرونت

بالا بردن صلیب که موضوع عینی آن از پویایی باروک خبر می‌دهد، نخستین محجر قابل توجه روبنس است که پس از بازگشت او به آنت ورپ در ۱۶۰۹ نقاشی شده‌است و نشانگر دین زیاد او به تجربیاتش در ایتالیاست. پیکره‌های عضلانی، در جهت نشان دادن قدرت فیزیکی و احساسات آتشین طرح ریخته شده‌اند و یادآور پیکرهٔ هلنی دورهٔ باستان اس که روبنس دیده، طراحی کرده و گردآوری کرده‌است و نیز یادآور شمایلی از سقف کلیسای سیستین است که از آن نسخه برداری کرده بود. این آثار هنری در سراسر زندگی، مدل قهرمانانهٔ او بودند. او همچنین از گالری فرانسه و از سایه روشن‌های آثار کاراوادجو الهام گرفت. ترکیب بندی این محجر محراب یادآور تابلوی هبوط از صلیب اثر روسو است. هرچند هنوز در ابعاد و مفهوم، حماسی تر از آثار گذشتهٔ اروپای شمالی است، رنگهای غنی و درخشش اثر، در نهایت، مدیون تأثیرات تیتیان است. به این ترتیب، این تابلو قسمت اعظم موفقیت خود را مدیون توانایی روبنس در ترکیب تجلیات ایتالیایی با نگاره‌های ندرلندی و خلق اثری کاملاً جدید است. روبنس همچنین در جزئیاتی مثل شاخ و برگ‌ها، سربازان و سگ مو مجعد پیش زمینه بسیار واقع گرا عمل می‌کند. این عناصر متنوع در ترکیب بندی، شدیداً نیرومند بوده و به یکپارچگی می‌رسند. هرم نا پایداری که بدن‌ها تشکیل می‌دهند، در زیر فشار عمل نمایشی، معلق مانده و حدود قاب را با روشی باروک مانند، از هم پاشیده و در بیننده احساسی از همراهی در این فعالیت به وجود می‌آورد.

## طرح‌های رنگ روغن

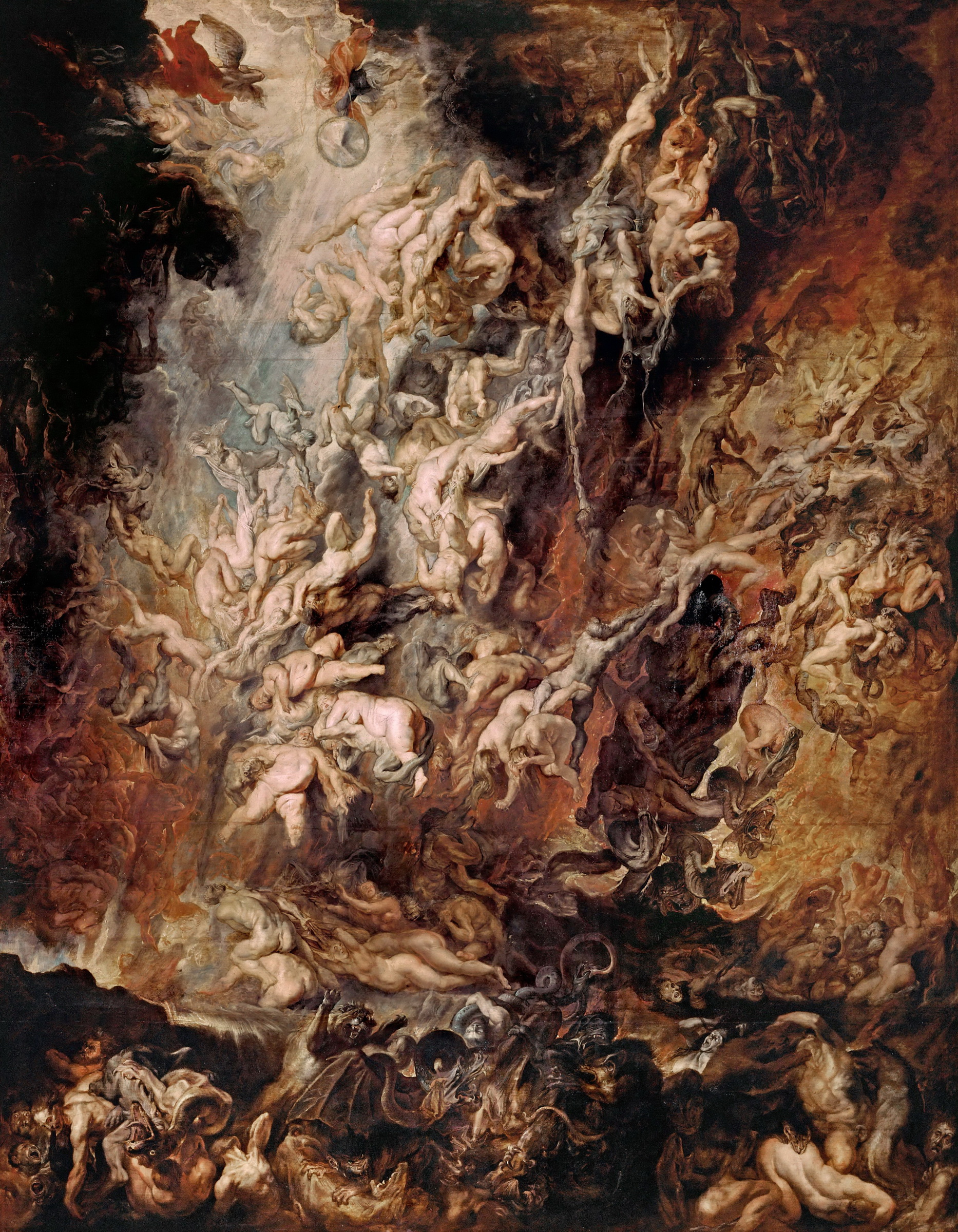
رستاخیز

بالا بردن صلیب برای محراب بلند کلیسای سن والبورگا (که اکنون از بین رفته) اجرا شد اما می‌توان از خلال پیش طرح رنگ و روغنی که برای این نقاشی شده‌است دریافت که عناصر پویا که وجه تمایز شیوهٔ باروک هستند، هنوز در این پیش طرح‌ها مشاهده نمی‌شوند. این پیش طرح، شلوغ تر و کم تمرکز تر است و پیکر مسیح در آن، به صورتی تقریباً عمودی در صفحهٔ تصویر واقع شده‌است. اگر چه در نقاشی، مسیح موازی با صفحه است و می‌توان بالا رفتن او به سمت صلیب به عینیت مشاهده کرد. مفهوم عینی «بالا رفتن»، مفهومی کاملاً باروک است که بر حرکت و فعالیتی دلالت دارد که در لحظه در حال وقوع است. کلیت صحنه نیز حالتی نمایشی، قدرتمند و تاریخی دارد. پیش طرح رنگ و روغنی، که یکی از صدها پیش طرحی است که او یرای آماده‌سازی نور پردازی و رنگ آثار اصلی به انجام رسانده، فقط طراحی اولیه است از آنچه سر انجام خلق می‌شود-یک محجر محراب که باید در شکل نهایی خود ۳۵ پا ارتفاع داشته باشد-قالب سه لتی با نقاشی خدای پدر در بالا (که اکنون از میان رفته‌است)، به توصیف نگاه پر استغاثهٔ مسیح روبه آسمان می‌پردازد. نقاشی در قسمت بالای محراب بالای نوزده پله واقع شده، بنابراین کلیت محجر محراب می‌تواند بر همه چیز محیط باشد.

## کارگاه
نقاشی‌های کارگاه روبنس را می‌توان به سه دسته تقسیم کرد: نقاشی‌هایی که خودش کشیده، نقاشی‌هایی که به‌طور جزئی نقاشی کرده است (عمدتاً دست‌ها و صورت‌ها)، و کپی‌هایی که از روی نقاشی‌ها یا طرح‌های روغنی او نظارت می‌شوند . او طبق معمول در آن زمان یک کارگاه بزرگ با شاگردان و شاگردان زیادی داشت. شناسایی شاگردان و دستیاران روبنس همیشه ممکن نبوده است، زیرا روبنس به عنوان یک نقاش دربار مجبور نبود دانش آموزان خود را در انجمن صنفی سنت لوک آنتورپ ثبت کند.

. حدود 20 دانش آموز یا دستیار روبنس شناسایی شده اند که سطوح مختلفی از شواهد برای آنها وجود دارد. همچنین از سوابق باقی مانده مشخص نیست که آیا شخص خاصی شاگرد یا دستیار کارگاه روبنس بوده یا هنرمندی بوده که استاد مستقلی بوده و در کارهای خاصی با روبنس همکاری می کرده است. جاکوب مورمن ناشناس به عنوان شاگرد او ثبت شد در حالی که ویلم پانلز و یوستوس ون اگمونت به عنوان دستیاران روبنس در سوابق انجمن ثبت شده بودند. آنتونی ون دایک پس از تمرین با هندریک فن بالن در آنتورپ در کارگاه روبنس کار کرد. دیگر هنرمندانی که به عنوان شاگرد، دستیار یا همکار با کارگاه روبنس مرتبط هستند، آبراهام ون دیپن بیک هستند.لوکاس فایدربه ، لوکاس فرانچویس جوان ، نیکلاس ون در هورست ، فرانس لویکس ، پیتر ون مول ، دئودات دل مونت ، کورنلیس شوت ، اراسموس کوئلینوس جوان ، پیتر ساوتمن ، دیوید تنیرز بزرگ ، فرانس وندوئور ، توماس واندوئورز Thulden و Victor Wolfvoet (II) . 

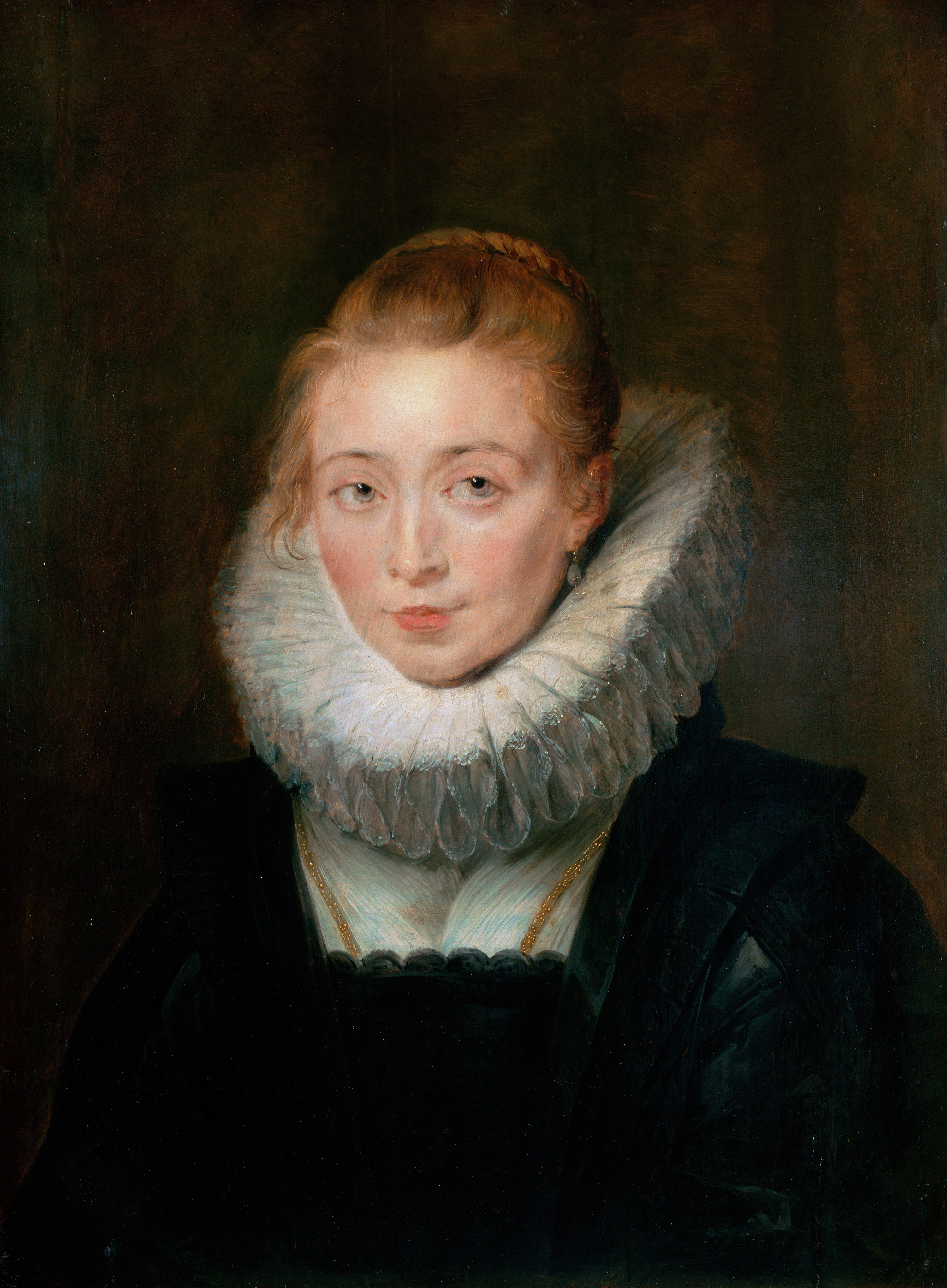

او همچنین اغلب عناصری مانند حیوانات، مناظر یا طبیعت‌های بی‌جان را در ترکیب‌های بزرگ به متخصصانی مانند فرانس اسنایدرز و پل دو ووس ، نقاشان حیوانات ، یا هنرمندان دیگری مانند جیکوب جوردن ، قرارداد فرعی واگذار می‌کرد . یکی از رایج ترین همکاران او یان بروگل جوان بود.

### تفسیر  اناتومی ها
برهنه‌های او بر مفاهیم باروری، میل، زیبایی فیزیکی، وسوسه و فضیلت تأکید دارند. فمینیست‌ها تصور می‌کنند که این نقاشی‌های زنان برهنه که به طرز ماهرانه‌ای ارائه شده‌اند، برای جذابیت جنسی برای مخاطبان عمدتاً مرد حامیان او خلق شده‌اند، اگرچه برهنگی زن به عنوان نمونه ای از زیبایی، برای قرن ها یک موتیف سنتی در هنر اروپا بوده است. بعلاوه، روبنس به نقاشی زنان تمام قد علاقه زیادی داشت و اصطلاحاتی مانند «روبنسین» یا «روبنسک» (گاهی اوقات «روبنسسک») به وجود آمد. چرخه بزرگ مقیاس او به نمایندگی از ماری دو مدیسیس بر چندین کهن الگوی کلاسیک زن مانند باکره، همسر، همسر، بیوه و نایب السلطنه دیپلماتیک متمرکز است.  گنجاندن این شمایل نگاری در پرتره های زنانه او، همراه با هنر او در به تصویر کشیدن زنان نجیب روز، به ارتقای پرتره نشینان زن او به جایگاه و اهمیت پرتره نشینان مرد کمک می کند. 

تصویر روبنس از مردان به همان اندازه سبک، مملو از معنا و کاملاً برعکس سوژه های زن او است. برهنه های مرد او نشان دهنده مردان بسیار ورزشکار و بزرگ اسطوره ای یا کتاب مقدسی است. برخلاف لباس‌های برهنه‌ی زنانه‌اش، اکثر برهنه‌های مرد او تا حدی برهنه به تصویر کشیده می‌شوند، با ارسی‌ها، زره‌ها یا سایه‌هایی که آنها را از برهنه شدن کامل محافظت می‌کند. این مردان در حال چرخش، رسیدن، خم شدن، و چنگ زدن هستند: همه اینها سوژه‌های مرد او را درگیر کنش‌های فیزیکی زیادی، گاهی تهاجمی، به تصویر می‌کشد. مفاهیمی که روبنس به صورت هنری نشان می دهد، مرد را قدرتمند، توانا، نیرومند و قانع کننده نشان می دهد. موضوعات تمثیلی و نمادینی که او ترسیم کرد، اشاره به تمثیل های کلاسیک مردانه ورزش، دستاوردهای عالی، دلاوری در جنگ و اقتدار مدنی دارد. کهن الگوهای مردانه که به راحتی در نقاشی های روبنس یافت می شوند عبارتند از: قهرمان، شوهر، پدر، رهبر مدنی، پادشاه و خسته از نبرد.

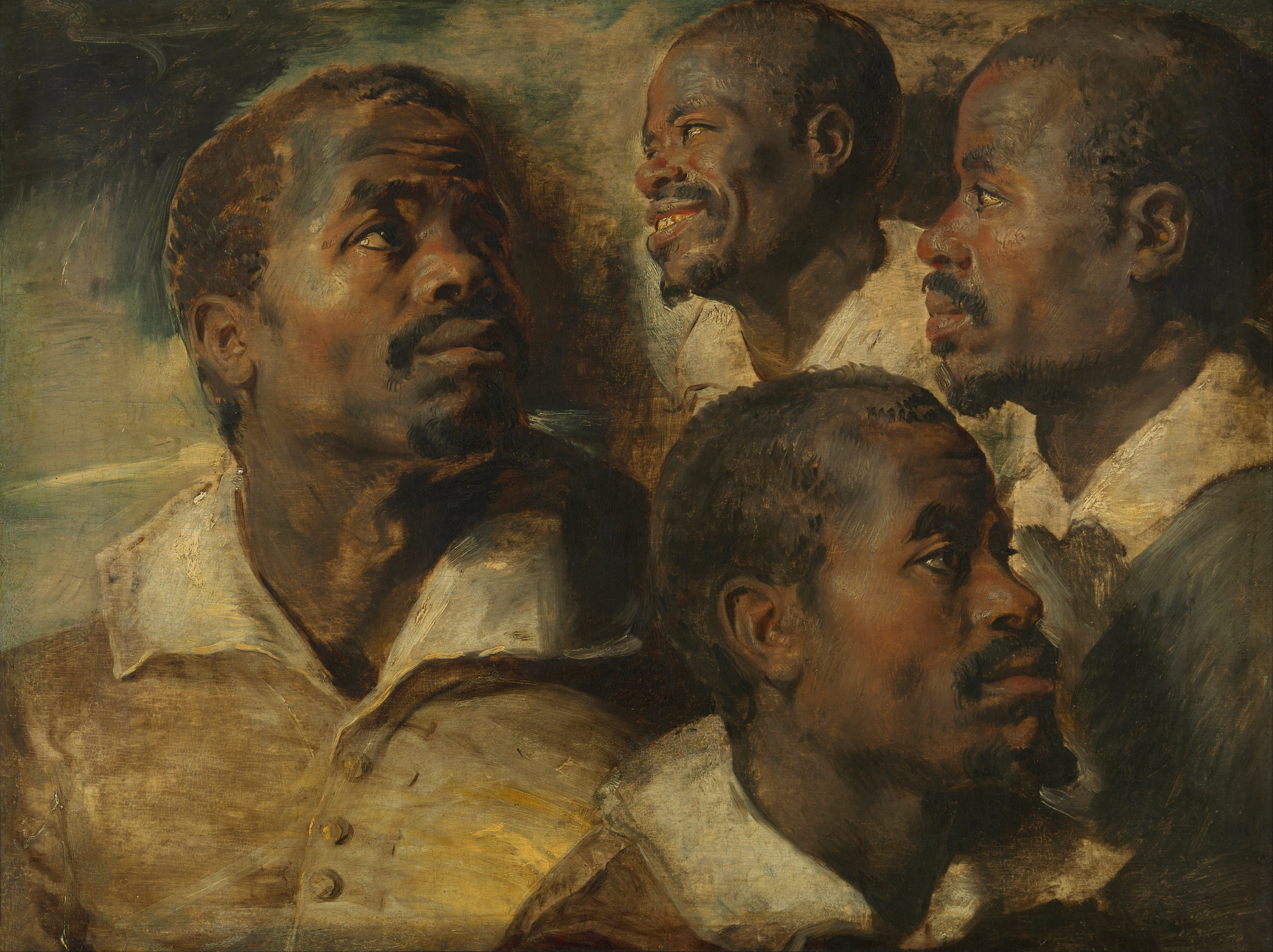
نمونه زیر سازی

روبنس از تحسین‌کنندگان بزرگ آثار لئوناردو داوینچی بود. روبنس با استفاده از حکاکی که 50 سال پس از شروع پروژه خود در نبرد انگیاری انجام شد، روبنس نقاشی استادانه ای از نبرد انجام داد که اکنون در موزه لوور پاریس است. سالواتوره ستیس، باستان شناس و مورخ هنر، می گوید: «این ایده که یک نسخه باستانی از یک اثر هنری گم شده می تواند به اندازه اصل آن مهم باشد، برای محققان آشناست. 

## مرگ
روبنس در 30 مه 1640 بر اثر نارسایی قلبی در اثر نقرس مزمن درگذشت. او در کلیسای سنت جیمز در آنتورپ به خاک سپرده شد. کلیسایی برای دفن این هنرمند و خانواده اش در این کلیسا ساخته شد. ساخت کلیسای کوچک در سال 1642 آغاز شد و در سال 1650 هنگامی که کورنلیس ون میلدرت (پسر دوست روبنس، مجسمه ساز یوهانس ون میلدرت) سنگ محراب را تحویل داد، به پایان رسید. نمازخانه یک رواق محراب مرمرین با دو ستون است که محراب باکره و کودک با قدیسین را قاب می کند.توسط خود روبنس نقاشی شده است.

```
این نقاشی اصول اولیه ضد اصلاحات را از طریق چهره های باکره و قدیسین بیان می کند. در طاقچه بالایی رتبل مجسمه ای از مرمر وجود دارد که باکره را به عنوان Mater Dolorosa نشان می دهد که قلبش با شمشیری سوراخ شده است، که احتمالا توسط لوکاس فایدربه ، شاگرد روبنس، مجسمه سازی شده است. بقایای هلنا فورمنت همسر دوم روبنس و دو فرزندش (که پدر یکی از آنها روبنس بود) نیز بعداً در کلیسای کوچک دفن شدند. در طول قرن‌های آینده حدود 80 نفر از نوادگان خانواده روبنس در کلیسای کوچک دفن شدند. 
[
۳۳
]
```

به درخواست Canon van Parijs، سنگ نوشته روبنس که به زبان لاتین توسط دوستش Gaspar Gevartius نوشته شده بود، بر روی کف نمازخانه چیده شد. در سنت رنسانس، روبنس در سنگ نگاره با آپلس ، معروف ترین نقاش دوران باستان یونان مقایسه می شود. 

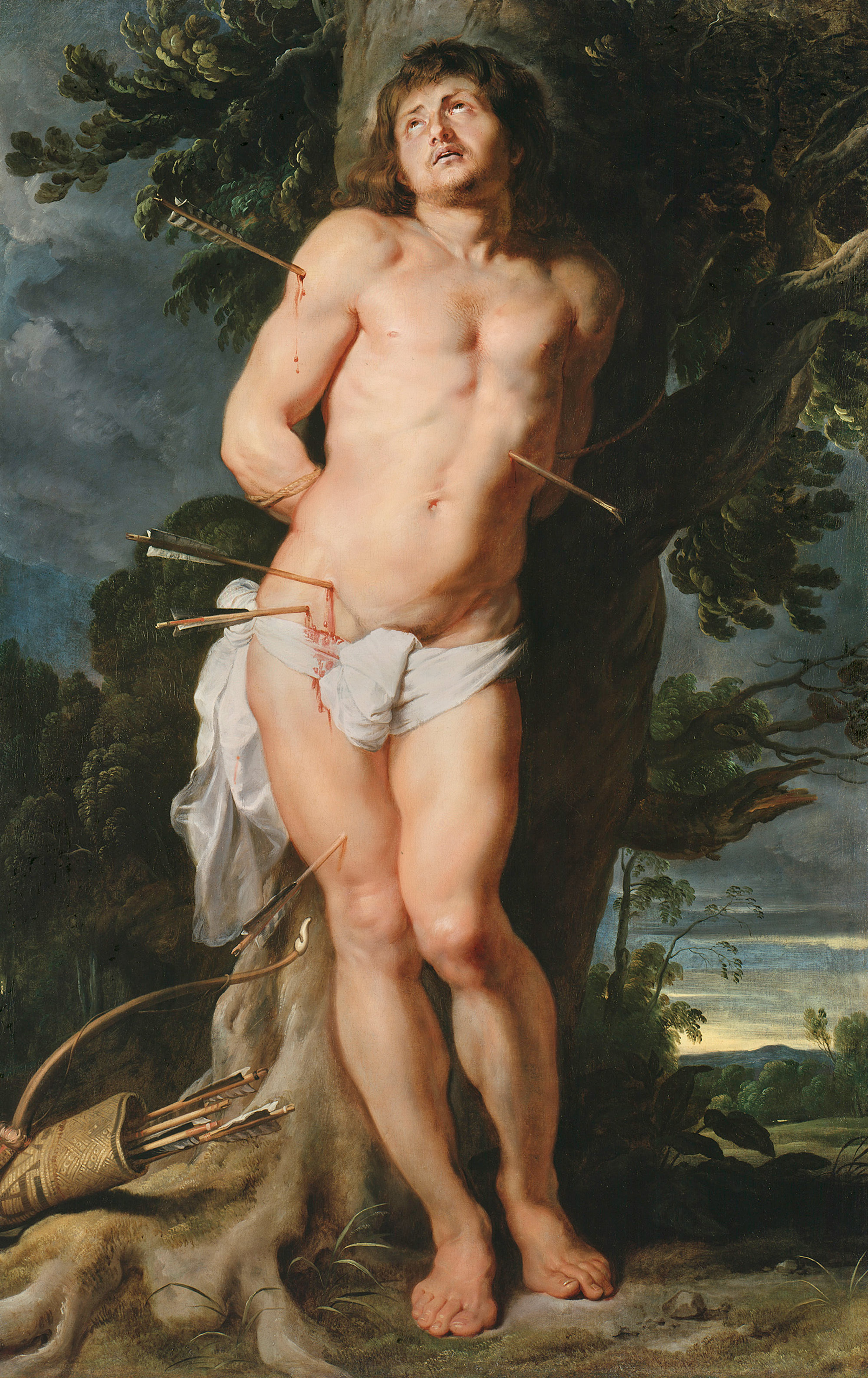
سنت سیاستین

## آثار گمشده
آثار گمشده روبنس عبارتند از:
- مصلوب ، نقاشی شده برای کلیسای سانتا کروچه در جروسالم ، رم، در سال 1811 به انگلستان وارد شد. در سال 1812 و دوباره در سال های 1820 و 1821 به حراج گذاشته شد، اما مدتی پس از 1821 در دریا گم شد.
- پرتره سوارکاری آرشیدوک آلبرت
- سوزانا و بزرگان اکنون تنها با حکاکی از سال 1620 توسط لوکاس وسترمن شناخته شده است.
- ساتر، پوره، پوتی و پلنگ در حال حاضر تنها از حکاکی شناخته شده است.
- جودیت سر بریدن هولوفرنس ج. 1609 تنها از طریق حکاکی 1610 کورنلیس گال بزرگ شناخته شده است.
- آثار تخریب شده در بمباران بروکسل عبارتند از:
  - مدونای تسبیح برای کلیسای سلطنتی کلیسای دومینیکن نقاشی کرد
  - باکره آراسته با گل توسط سنت آن ، 1610 نقاشی شده برای کلیسای برادران کارملیت
  - سه گانه سنت ایوب ، 1613، نقاشی شده برای کلیسای سنت نیکلاس
  - کمبوجیه تعیین اوتانس قاضی ، حکم سلیمان ، و آخرین داوری ، همه برای تالار قضات
- در آتش سوزی کاخ کودنبرگ چندین اثر از روبنس از بین رفت، مانند تولد (1731)، ستایش مغان و پنطیکاست .
- نقاشی‌های نپتون و آمفیتریت ، چشم انداز سنت هوبرت و دایانا و پوره‌های غافلگیرشده توسط ساترها در آتش سوزی برج فریدریش‌شاین در سال 1945 از بین رفت.
- تابلوی ربوده شدن پروزرپین در آتش سوزی در کاخ بلنهایم ، آکسفوردشایر، 5 فوریه 1861 نابود شد
- تابلوی مصلوب شدن با مریم، سنت جان، مگدالن ، 1643 در جنگ داخلی انگلیس توسط نمایندگان پارلمان در کلیسای کوچک ملکه، سامرست هاوس، لندن، 1643 تخریب شد
- نقاشی پرتره سوارکاری فیلیپ چهارم اسپانیایی در آتش سوزی رویال آلکازار مادرید در سال 1734 از بین رفت. نسخه ای از آن در گالری اوفیزی موجود است.
- Continence of Scipio در یک آتش سوزی در Western Exchange، Old Bond Street، لندن، مارس 1836 نابود شد
- نقاشی The Lion Hunt توسط ماموران ناپلئون از Schloss Schleissheim در نزدیکی مونیخ در سال 1800 برداشته شد و بعداً در آتش سوزی در Musée des Beaux-Arts de Bordeaux نابود شد .
- گزارش شده است که روبنس نقاشی پرتره یک دختر در مجموعه اسکندر دوما در آتش سوزی گم شده است.
- نقاشی پرتره سوارکاری دوک باکینگهام (1625) و نقاشی سقفی دوک باکینگهام که بر حسادت و خشم پیروز می شود (حدود 1625) که هر دو بعداً متعلق به ارل جرسی در پارک اوسترلی بود، در آتش سوزی در لو از بین رفتند. انبار گالایس در سنت هلیر، جرسی، در 30 سپتامبر 1949.
- پرتره فیلیپ چهارم از اسپانیا در سال 1628 در حمله آتش زا در Kunsthaus زوریخ در سال 1985 نابود شد.
- پرتره جورج ویلیرز ، c. 1625. این نقاشی که برای نزدیک به 400 سال گم شده بود، در سال 2017 در خانه پولوک ، گلاسکو ، اسکاتلند دوباره کشف شد. درمان حفاظتی انجام شده توسط سایمون رولو گیلسپی کمک کرد تا نشان داده شود که این اثر یک کپی بعدی توسط یک هنرمند کمتر نبوده، بلکه اصل آن توسط خود استاد بوده است.

## نگارخانه

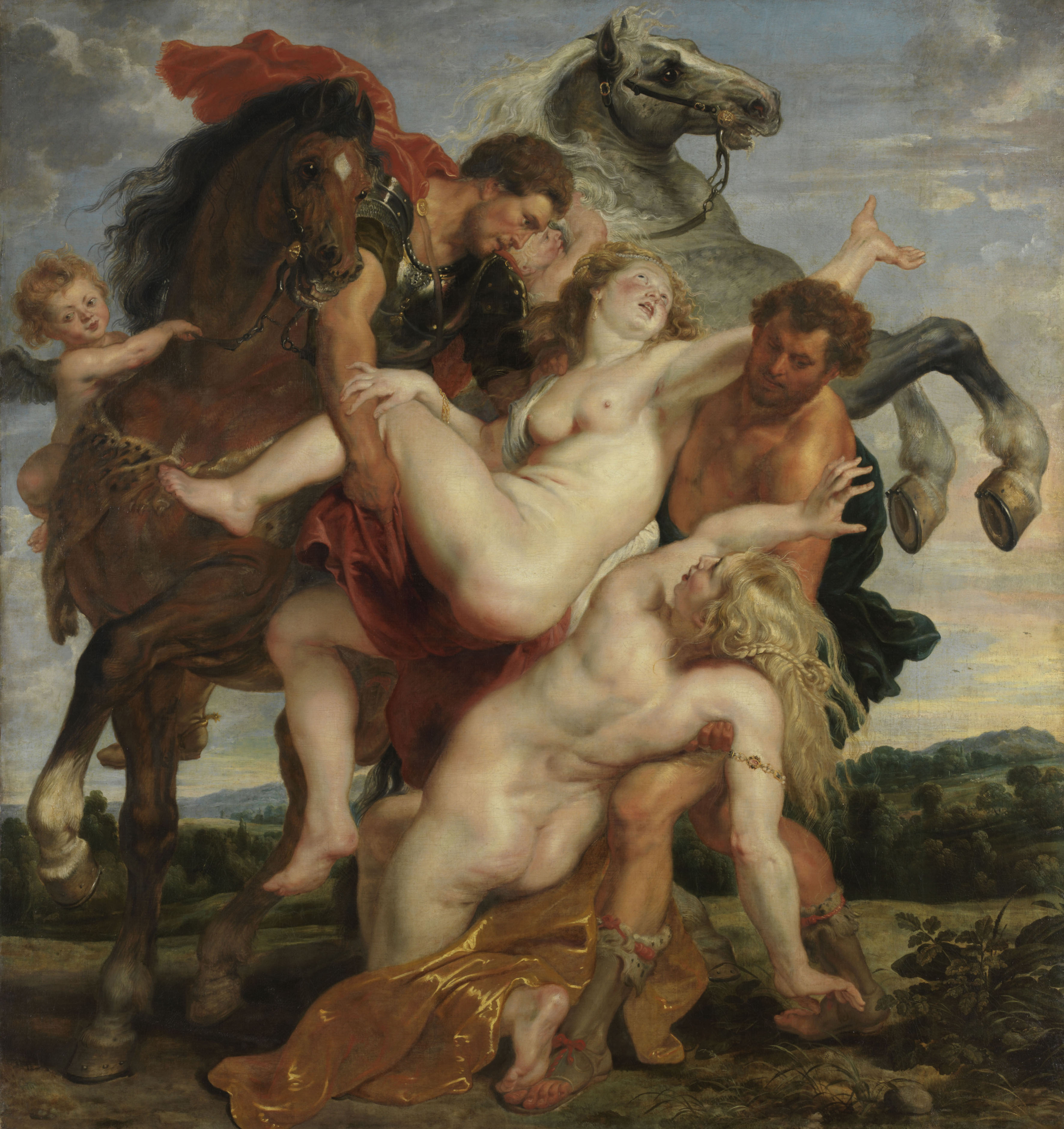
تجاوز به دختران لئوکیپوس
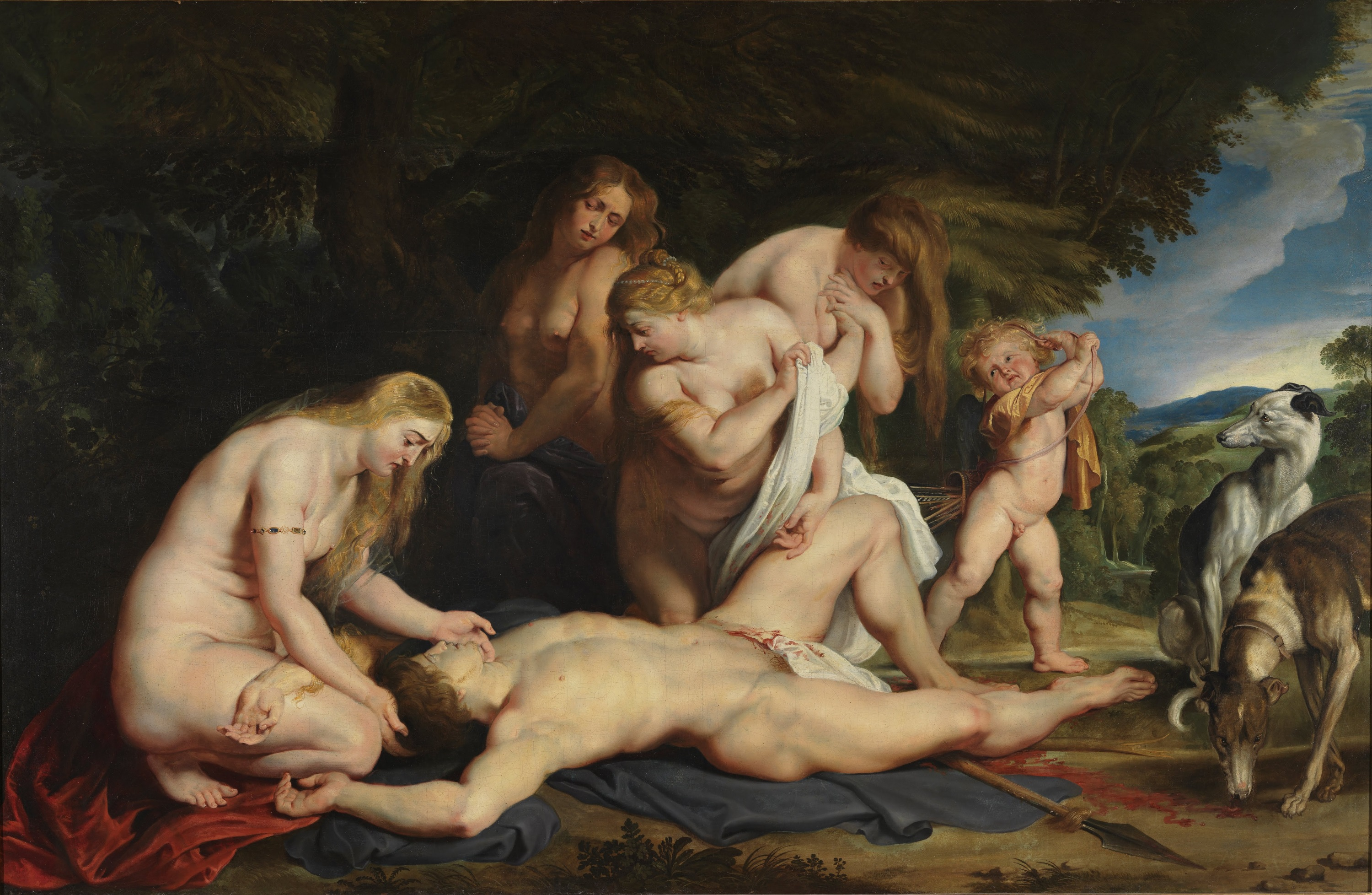
مرگ آدونیس حوالی ۱۶۱۴ م. موزه اسرائیل
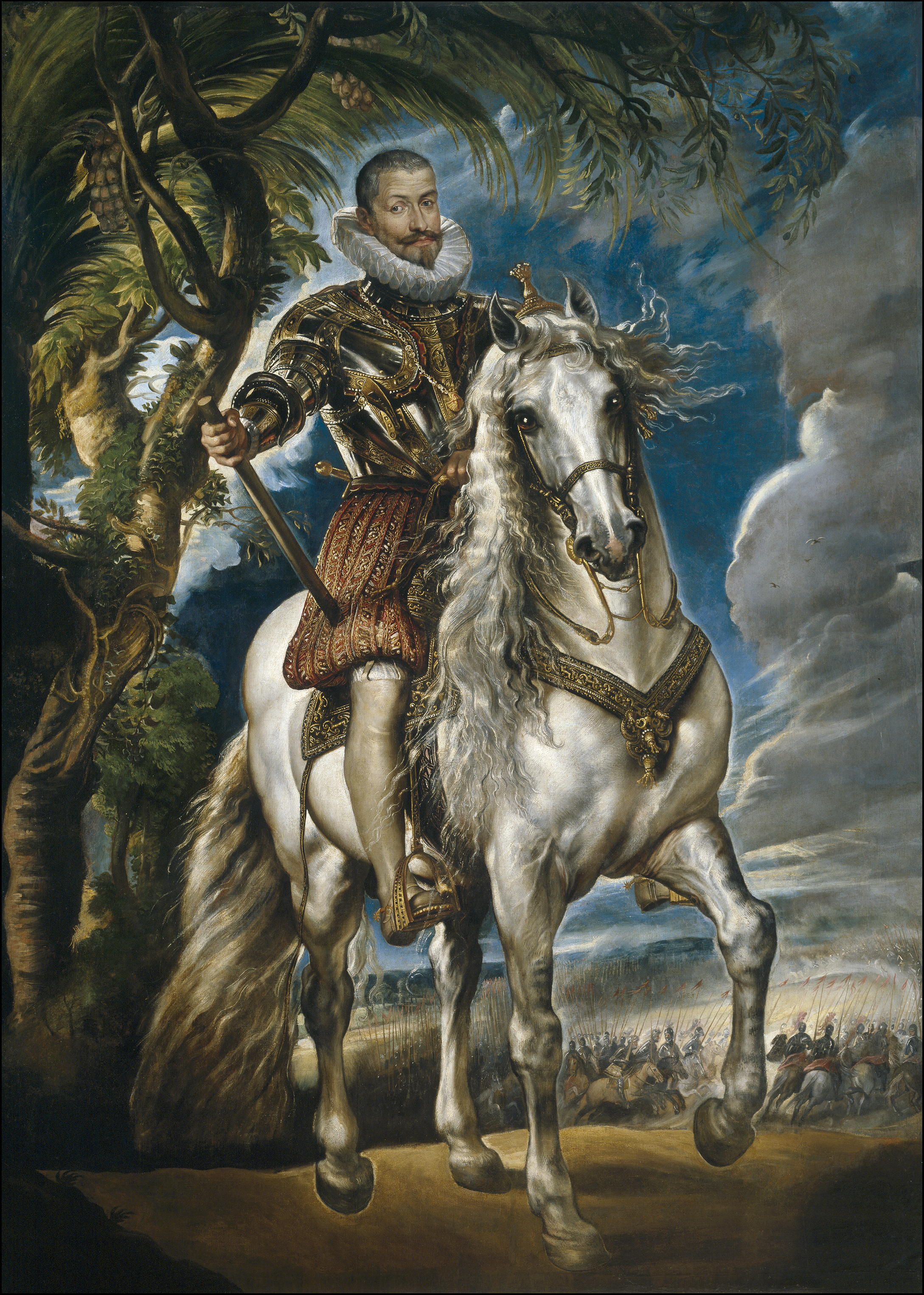
پرترهٔ دوک لِرما سواره بر اسب ۱۶۰۳ م. موزه دل پرادو
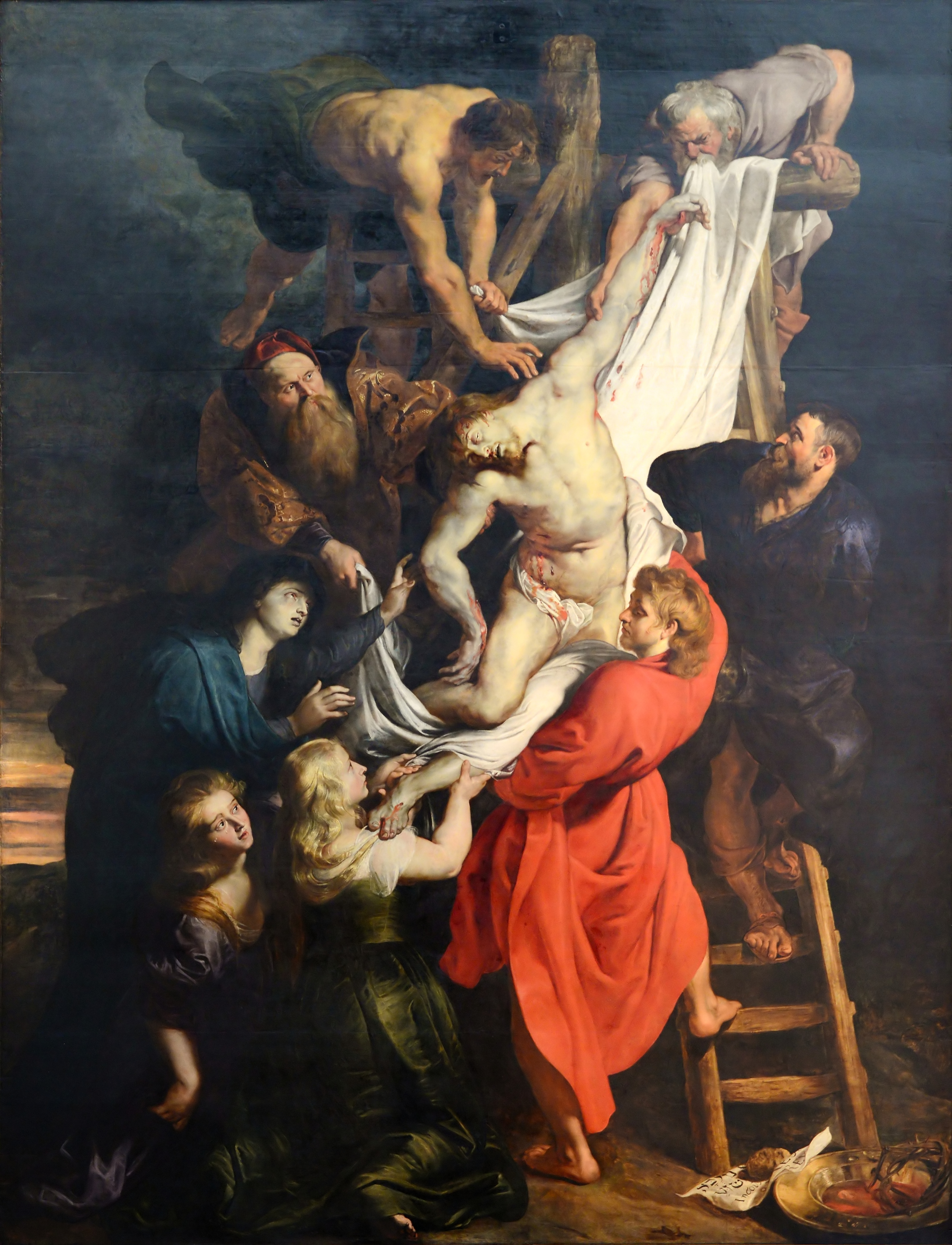
فرود از صلیب بین ۱۶۱۲ و ۱۶۱۴ م. کلیسای جامع بانوی ما
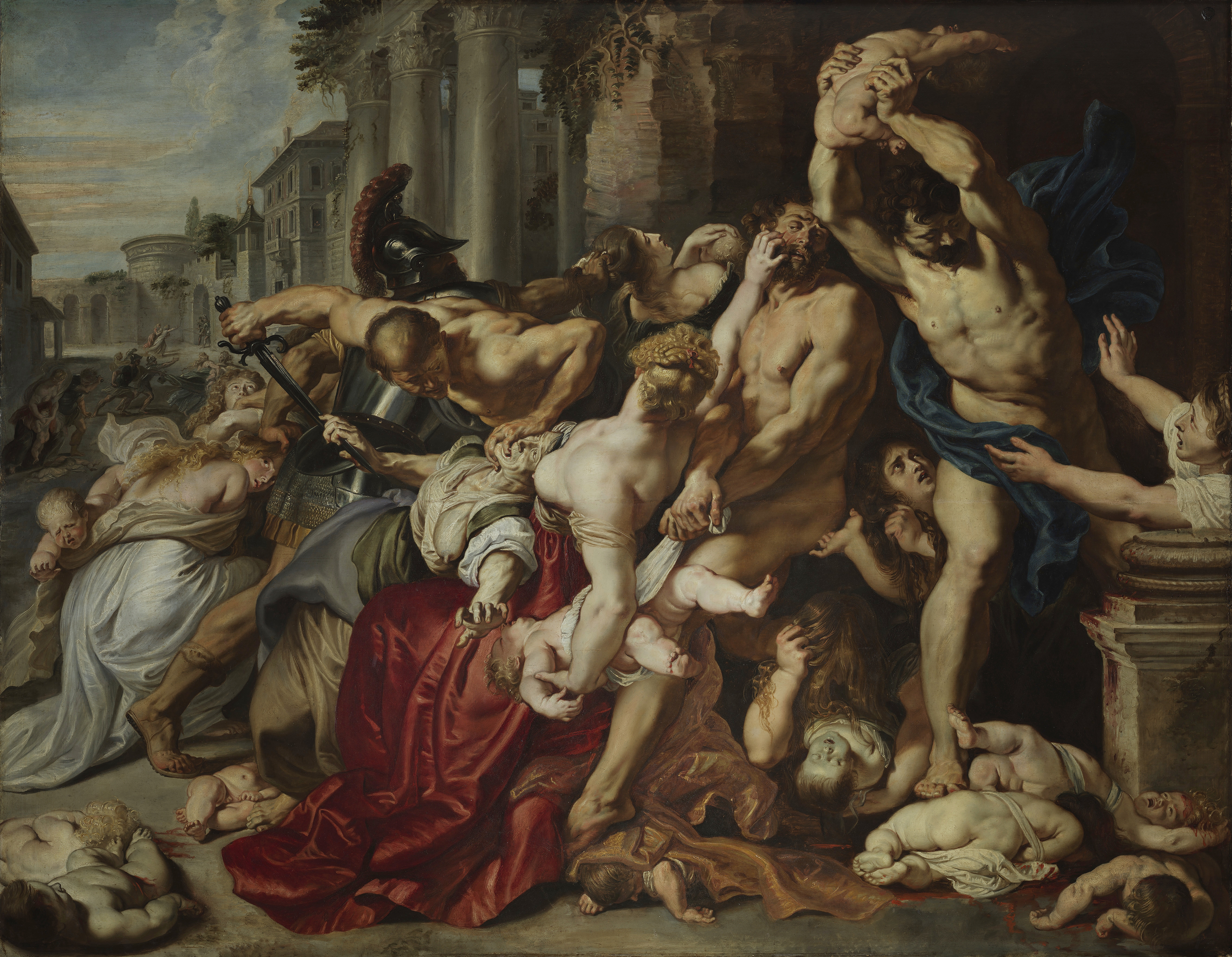
The Massacre of the Innocents, c.  1611. Art Gallery of Ontario
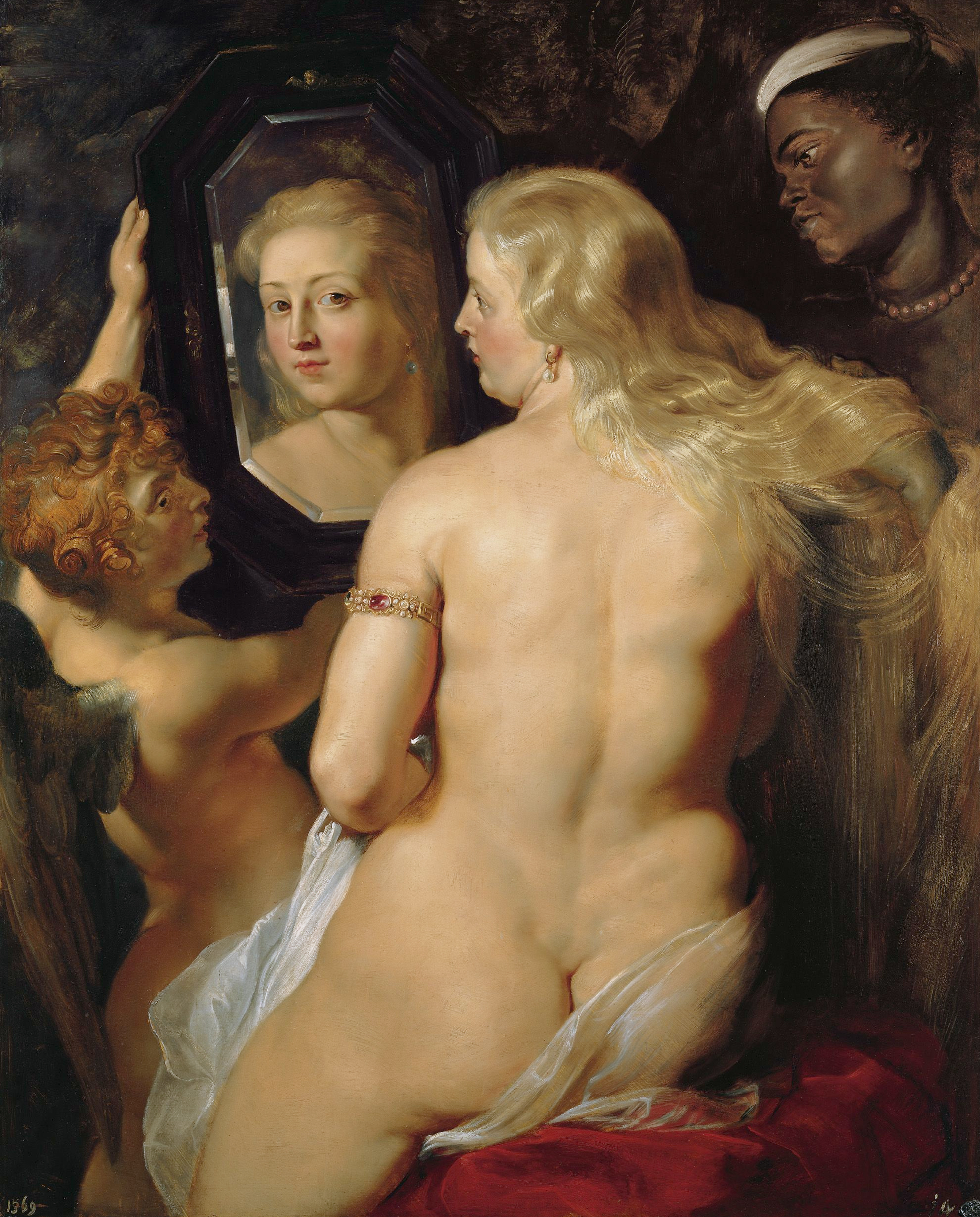
ونوس at the Mirror, 1615ونوس در آینه، ۱۶۱۳–۱۶۱۴، رنگ روغن، مجموعه خصوصی
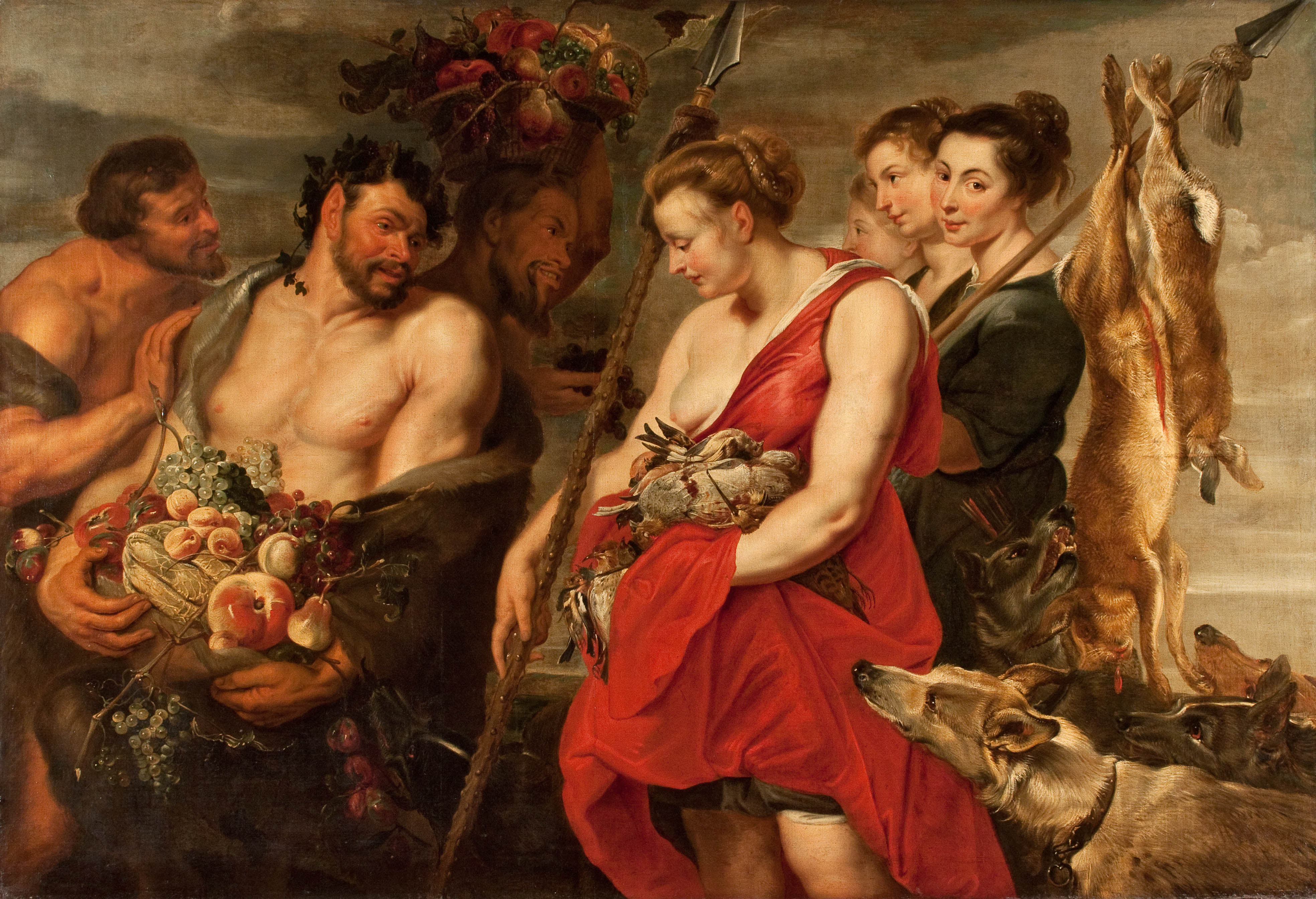
Diana Presenting the Catch to Pan 1620 National Museum of Serbia
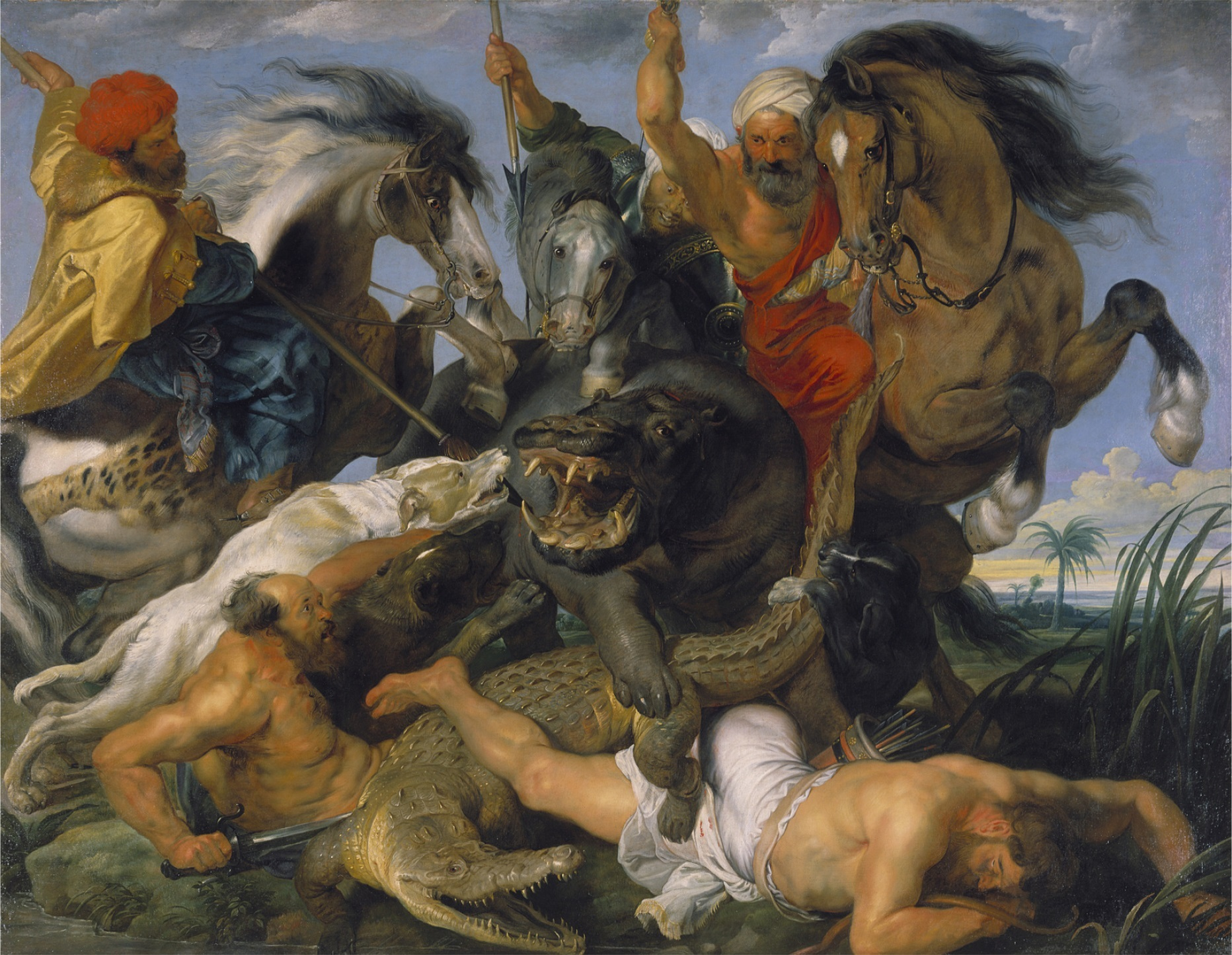
شکار کروکدیل و اسب آبی
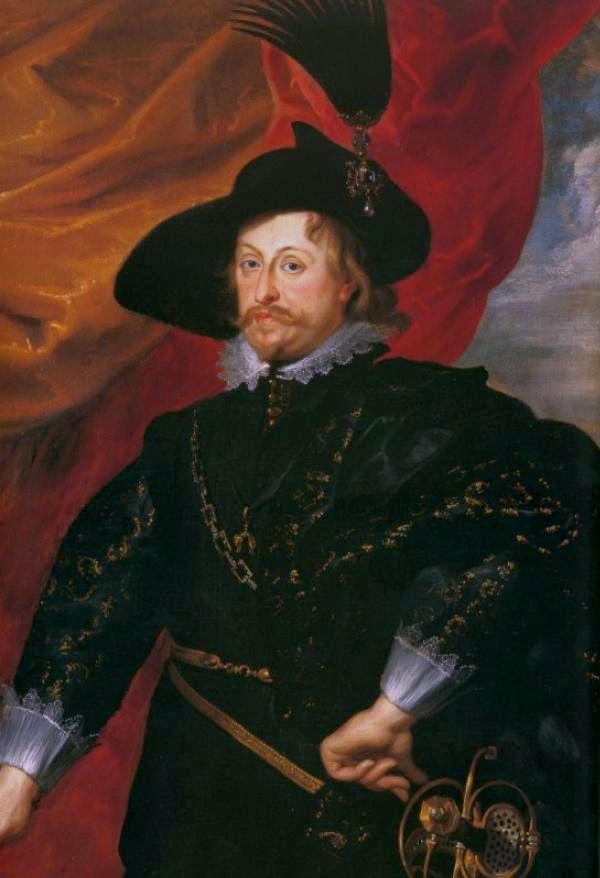
Portrait of Władysław IV, 1624
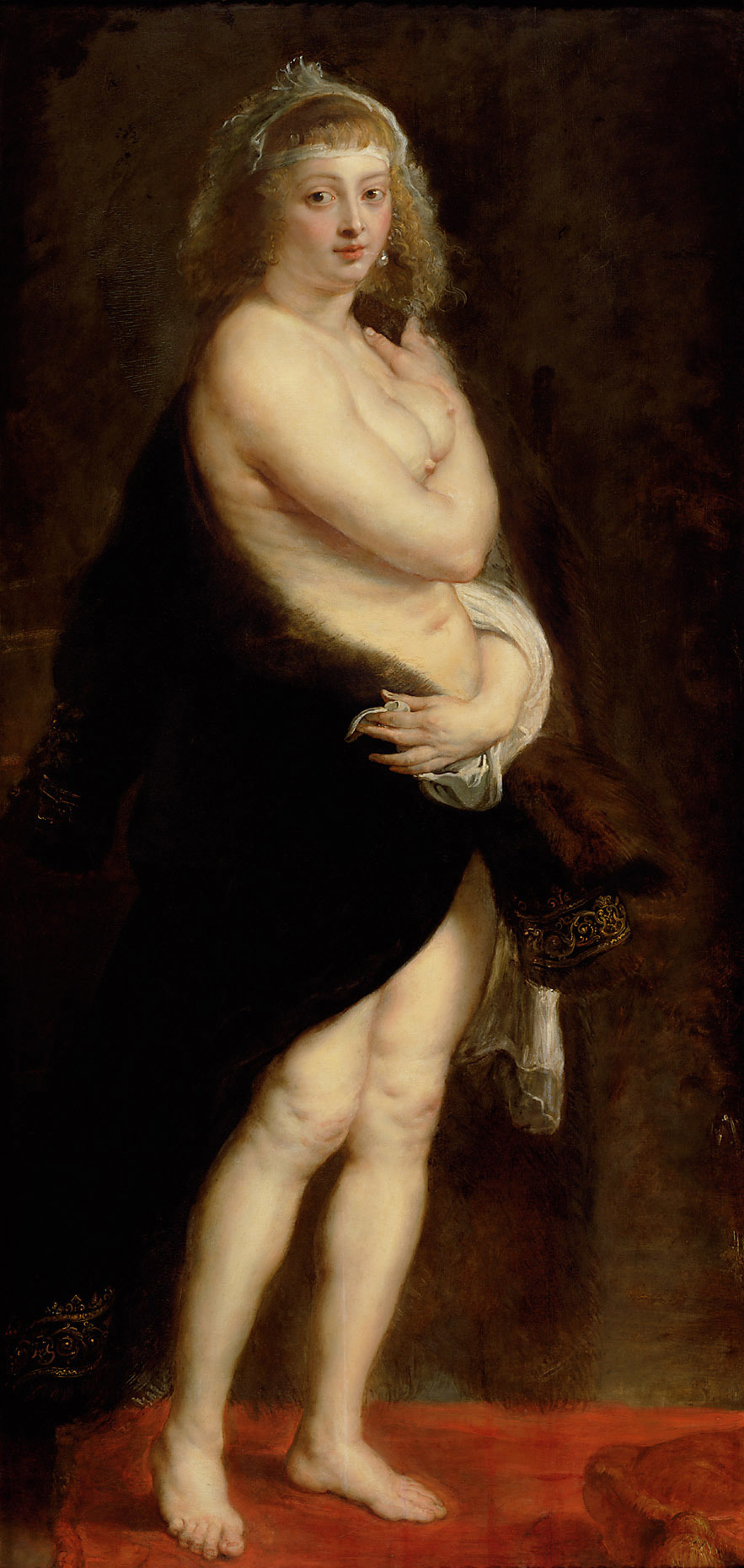
Portrait of Hélène Fourment (Het Pelsken), c.  1630s Kunsthistorisches Museum, Vienna
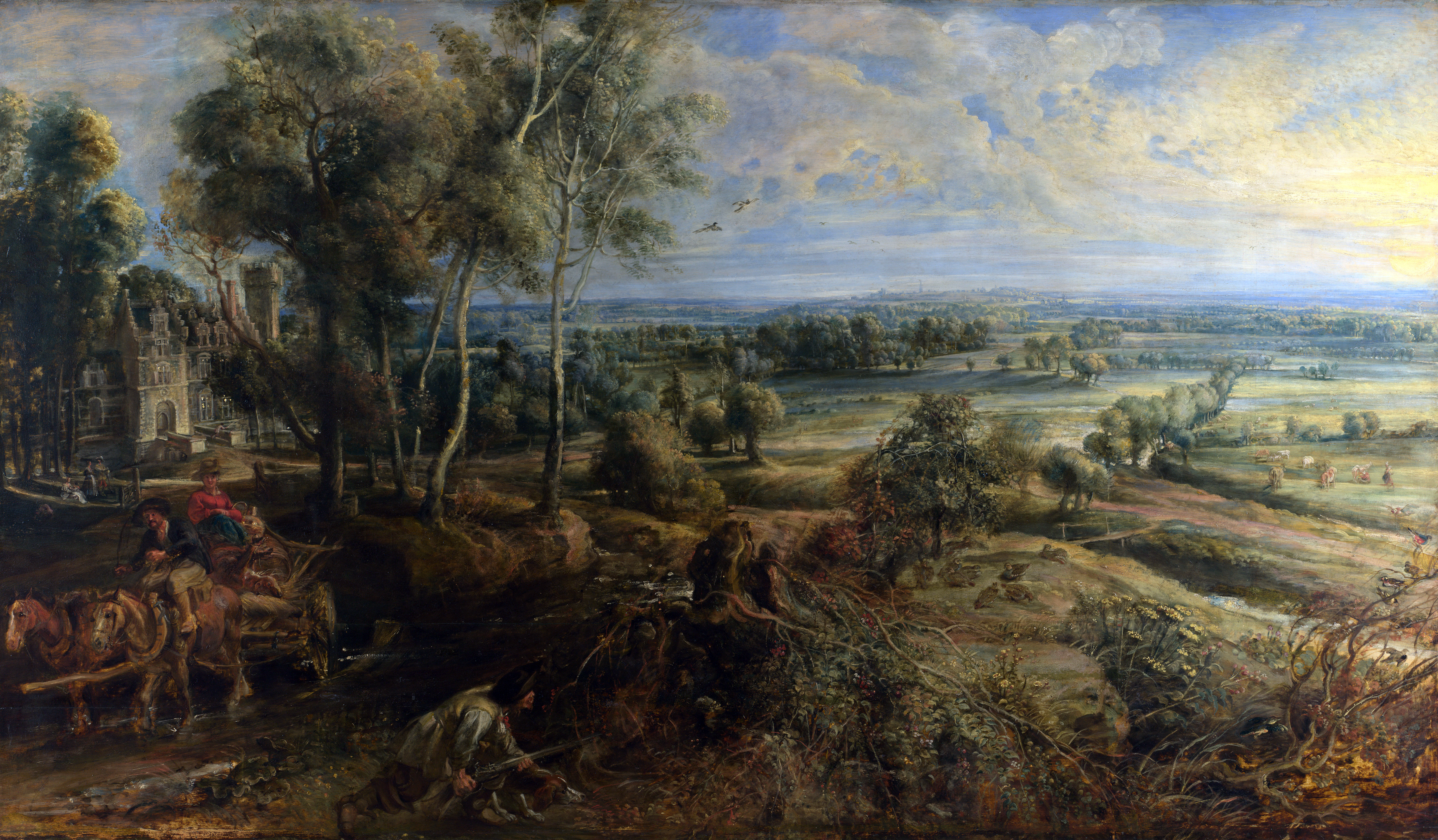
The Château de Steen with Hunter, c.  ۱۶۳۵–۸ (نگارخانه ملی لندن)
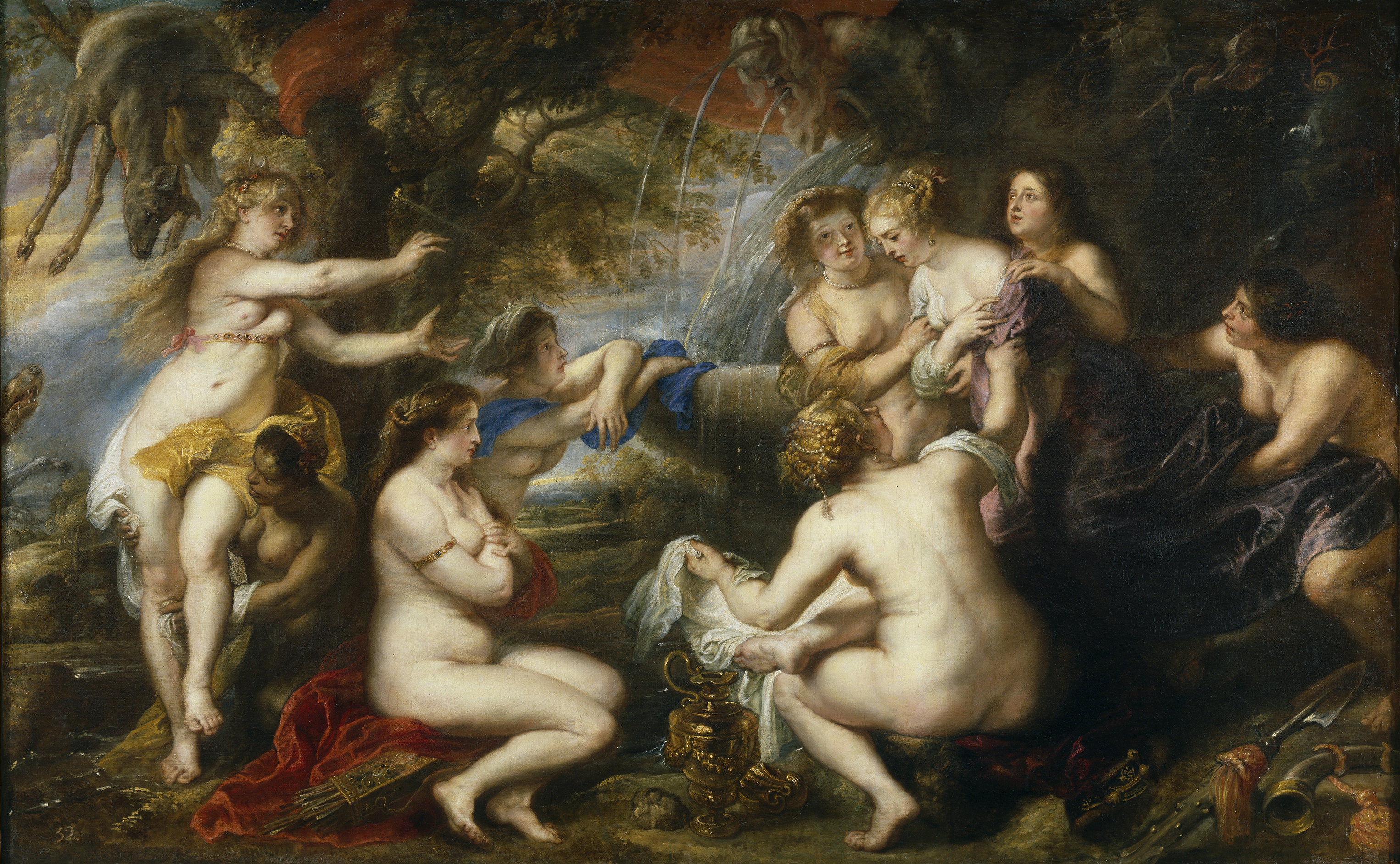
Diana and Callisto, ۱۶۳۹, موزه دل پرادو
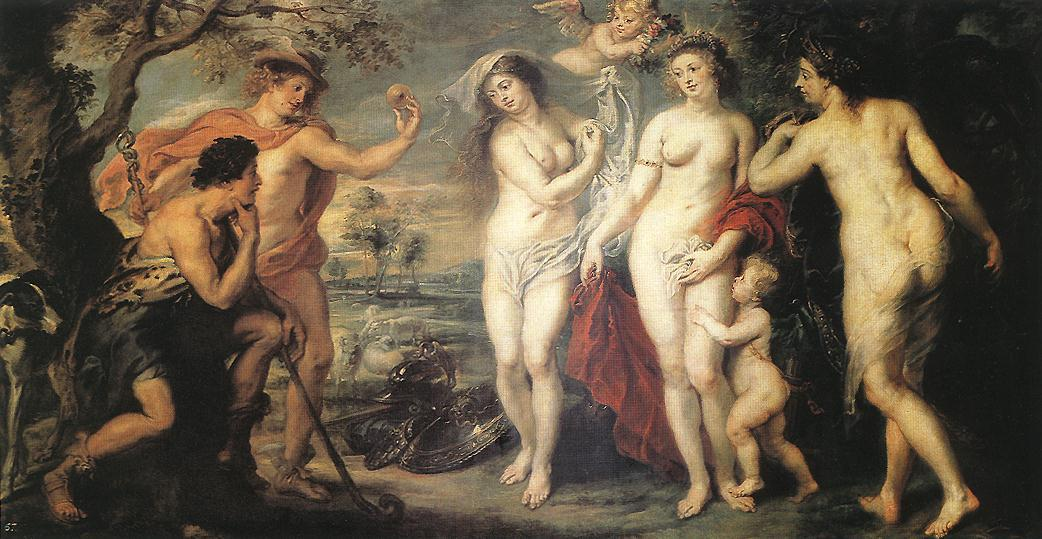
داوری پاریس, ۱۶۳۹, موزه دل پرادو
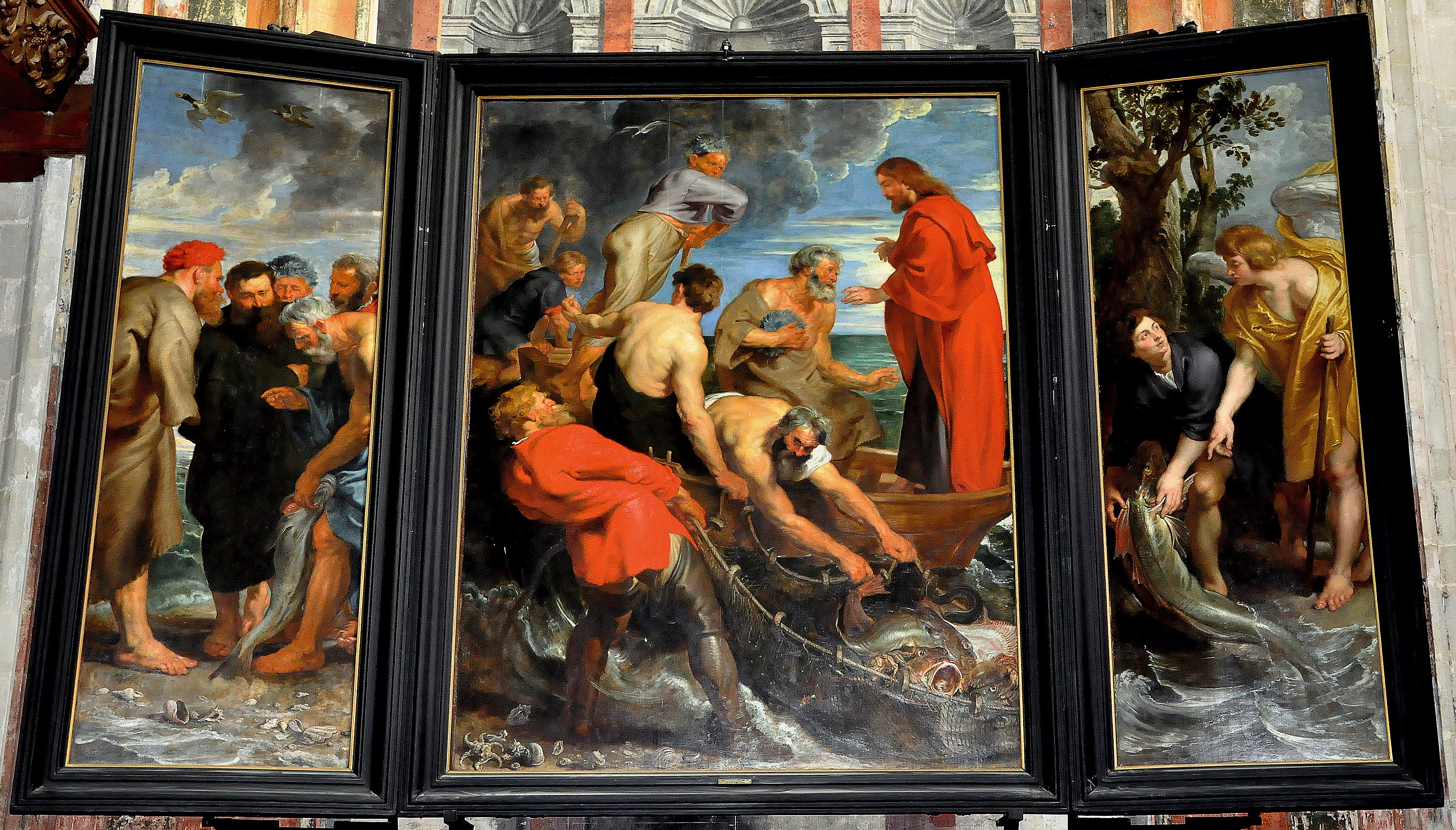
سه‌لتی قحطی ماهی‌ها بین ۱۶۱۸ و ۱۶۱۹ م.
سه الههٔ رحمت نقاشی رنگ روغن اثر پیتر پل روبنس از سه الهه رحمت است. این نقاشی تا زمان مرگ روبنس در مجموعه شخصی او قرار داشت. این اثر که اکنون در موزه دل پرادو نگه‌داری می‌شود، پیش از آن در دژ سلطنتی مادرید قرار داشت.
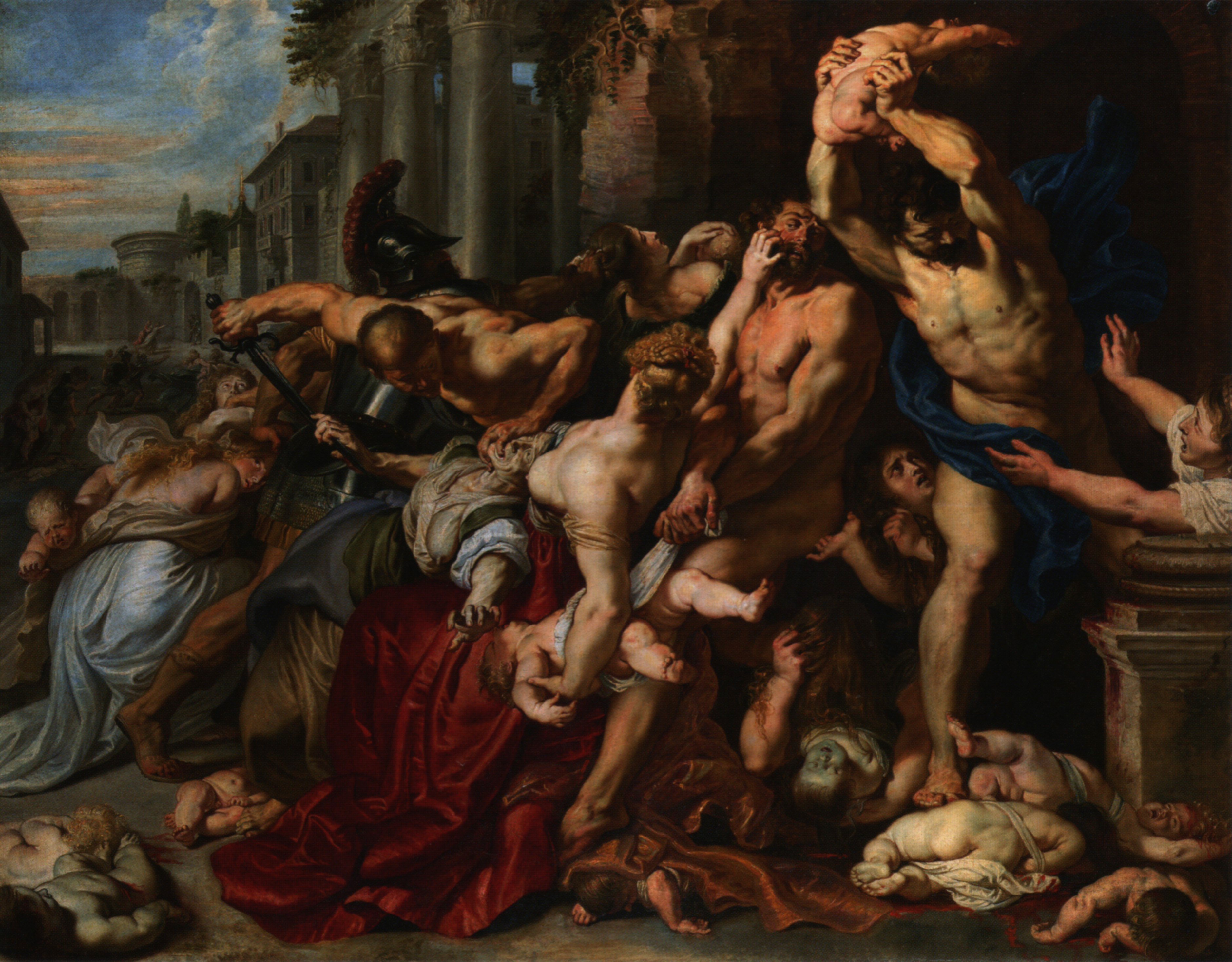
کشتار بی‌گناهان در سال ۱۶۱۸ کشیده شده و در آلته پیناکوتک مونیخ نگهداری می‌شود. نقاشی کستور فانی و پولوکس نامیرا را در حال ربودن فوبه و هیلاریا، دختران لئوکیپوس نشان می‌دهد.
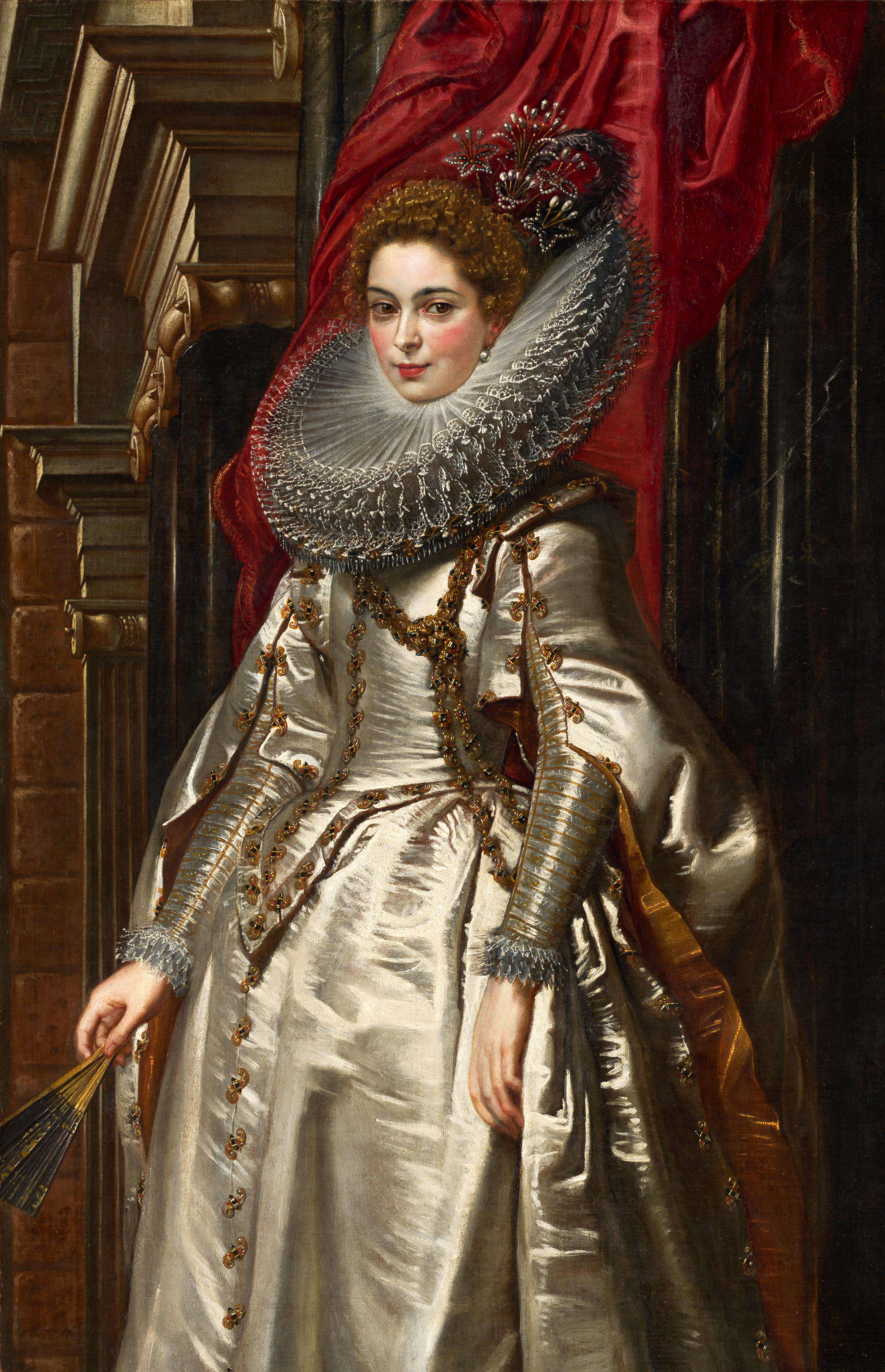
پرتره مارکسا بریگیدا اسپینولا-دوریا یک نقاشی رنگ روغن روی بوم اثر هنرمند فلاندری، پیتر پل روبنس، است که قدمت آن به سال ۱۶۰۶ برمی‌گردد. این نقاشی اکنون در گالری ملی هنر در واشینگتن دی.سی.، بخشی از مجموعه ساموئل اچ. کرس، قرار دارد.